# ファシズム

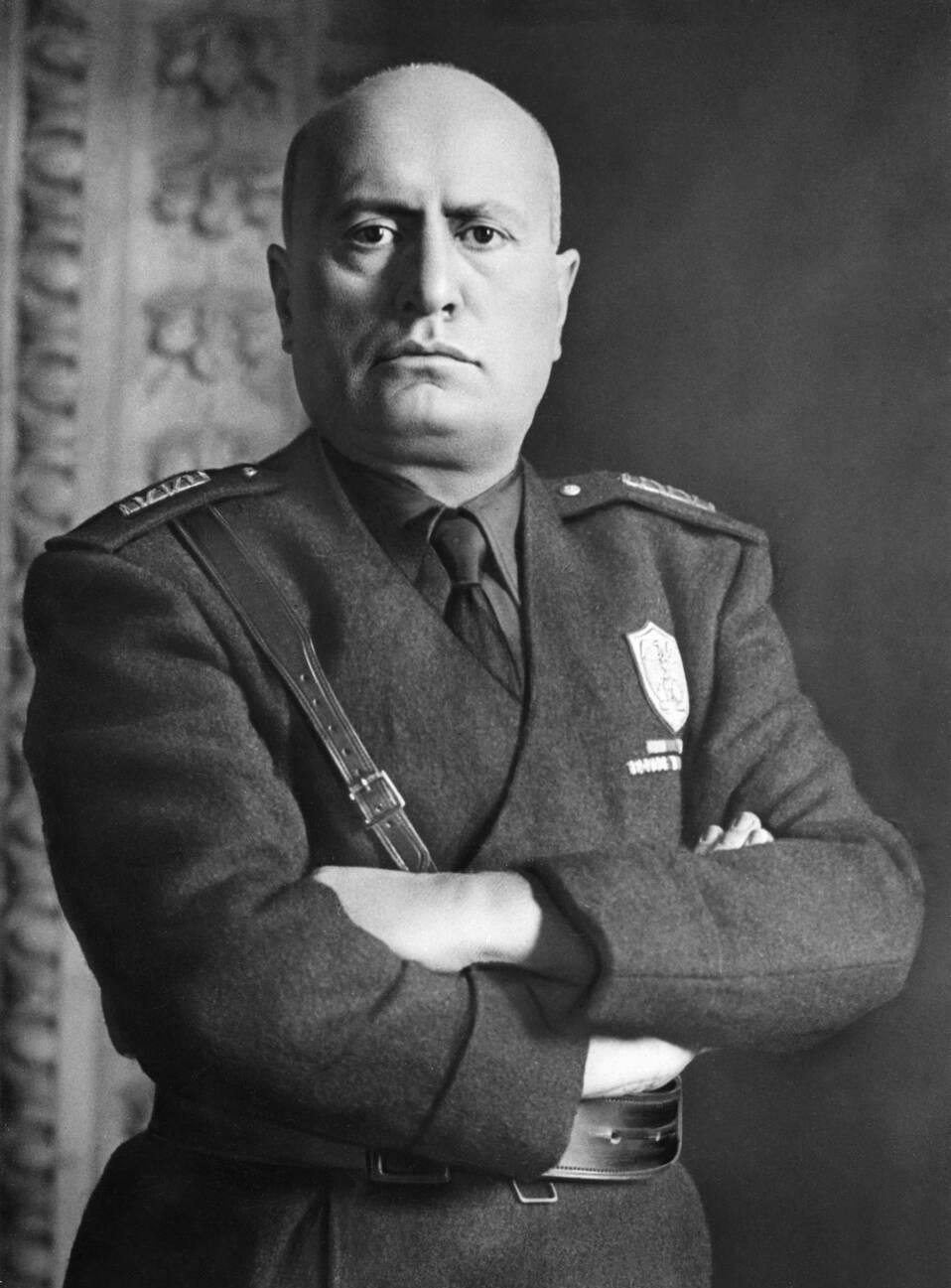
ベニート・ムッソリーニ

ファシズム（伊: fascismo, 英: fascism, 独: Faschismus）または結束主義（けっそくしゅぎ）とは、イタリアのベニート・ムッソリーニと彼が率いた国家ファシスト党が提唱した思想やイデオロギー・政治運動、および1922年から1943年までの政権時に行った実践や体制の総称である。一般的に、ファシズムは思想のことを指す。ファシズムにおけるイデオローグ（活動家）及び賛同者は「ファシスト」と呼ばれる。
広義にはドイツのナチズムなど、独裁的な権力、反抗の弾圧と産業と商取引の制御のような類似の思想・運動・体制も含めて「ファシズム」と呼ばれる場合も多いが、その範囲は多数の議論がある（詳細は用語、定義等を参照）。また、第二次世界大戦時の日本や現在のロシアや中国もファシズムと呼ぶ場合もある。

## 用語

### 語源
「ファシズム」（伊: fascismo）の語源はイタリア語の「ファッショ」（束（たば）、集団、結束）で、更に「ファッショ」の語源はラテン語の「ファスケス」（fasces、束桿）である。ファスケスは斧の回りにロッド（短杖）を束ねたもので、古代ローマの執政官の権威の象徴とされた。ファスケスは彼のリクトルによって運ばれ、彼の命令で体罰や死刑にも使われた。ファスケスの象徴的意味は「統一による力」で、1本のロッドは簡単に壊れるが、束になると容易に壊せないことに由来する。類似の象徴の例にはスペインのファランヘ党の党旗があり、束にした矢が2頭の牛にかけるくびきと結合されている。こうしたことから戦前の反共主義の政治学者五来欣造は結束主義という訳語を提案している。
イタリアのムッソリーニは、1919年3月に「イタリア戦闘者ファッシ」、1921年には「国家ファシスト党」を結成した。また1919年7月にファシスト・マニフェストが出版された。これらの時期以降は、「ファシズム」とは主にこれらの思想や運動を指して呼ばれるようになった。なお19世紀のイタリアのギルドやシンジケートに似た政治的な組織の「ファッシ」が登場し、その関連も指摘されている。

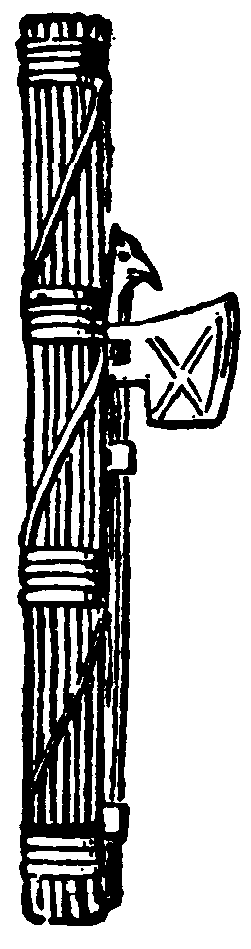
名前の由来となったファスケス
ファシスト党党章
ファシスト党党旗
イタリア社会共和国国章
ファランヘ党の党旗

### 広義の用法

#### コミンテルンの用法
「ファシズム」という用語は、単なる全体主義や軍国主義の意味で使われたり、特に社会主義の立場からの政治的なレッテル貼りにも多く使われた。たとえばドイツのナチスは「国民社会主義」を自称し、「ファシスト」「ファシズム」とは自称しなかったが、敵対する共産主義勢力のトロツキーやコミンテルンなどが、イタリアのファシズムを「イタリア・ファシズム」、ドイツのナチズムを「ドイツ・ファシズム」と呼び、更にスペインのフランコ政権なども対象として「反ファシズムの人民戦線」を組織した。このコミンテルンの用法に加えて、主として社会主義国や社会主義者の立場から、日独伊三国軍事同盟に参加した戦前の日本や、各国の軍事独裁政権なども「ファシズム（勢力、陣営）」などと呼ばれる事もある。中国共産党は2014年現在でも日本との戦争（日中戦争）に対して「反ファシズム戦争の勝利」と位置付けている。一方で、多くの歴史学者はファシズムをヨーロッパにおける共産主義や社会主義の台頭への反動とみている。多くの保守主義者に共産主義者の革命が避けられないとの恐れを与えた左翼による騒動の懸念から政権を得た。ヨーロッパ中で、資本主義者や個人主義者だけではなく、多くの貴族や保守主義者や知識人が、ファシストの運動に援助を与えた。

#### 侮蔑語として
第二次世界大戦勃発までは、ファシズム自体が批判的に扱われることは少なく、一部を除いては悪口としては使用されなかった。第二次世界大戦中になると、連合国ではファシズム・ファシストが厳密な意味ではなく、枢軸国とその国民に対する一般的な悪口や蔑称として使用されるようになった。ジョージ・オーウェルは1944年に「"ファシズム" という語は、ほとんど全く意味が無い。ほとんどのイギリス人は "ファシスト" という語を "bully" （いじめっ子、ガキ大将）の同義語として受け入れている」と書いた。
第二次世界大戦で枢軸国が敗北すると、「ファシスト」を悪口や蔑称（ファシスト (侮蔑語)）として扱う風潮は世界的なものとなった。そしてしばしば、政治運動に対して政治的スペクトルをまたがって幅広く呼ばれるようになった。政治学の論文では「ファシスト」とは通常は権威主義的な傾向を意味するが、政治的な左翼や右翼の両方の信奉者が敵対者を中傷するための軽蔑的な悪口としても使われている。リチャード・グリフィスは2005年に「ファシズム」の用語が「我々の時代に最も誤用され、過剰使用された」と述べた。戦前のファシズムは枢軸国の敗北とともにほぼ消滅したが、戦後もファシズムを再評価する組織や思想が登場しており、これらについて一般的な学術用語としては「ネオ・ファシズム」と呼ばれる。（ネオナチも参照）。
批判的な意味での派生語や造語には、イスラム原理主義への批判語であるイスラムファシズム、急進的なエコロジー運動への批判語であるエコファシズム、「ロシア」と「ファシズム」のかばん語「ラシズム」、中華人民共和国の英語を意味する「China」とナチズムのかばん語「チャイナチ」、急進的な禁煙運動への批判語である禁煙ファシズム、フェミニズムへの批判語であるフェミファシズムなどがある。

## 定義

### ファシズムの定義
歴史学者や政治学者や他の学者は、ファシズムの正確な本質や特徴を長年議論してきた。学者達によってファシズムの定義はそれぞれ異なり、あまりに広い定義や狭い定義など多数の定義が存在している。アンジェロ・タスカは『ファシズムの誕生』で「ファシズムは独裁の一種である。これまでの定義の試みはすべてそこから出発している。しかし、この点を除くとおよそ意見の一致は保証されていない」と評している。

一般的なファシズムの定義の1つには、3つの概念のグループに焦点を当てた以下がある。
ファシズムに対する見方は立場によって大きく異なっている。例えば多くのファシストはナショナリズムの立場から、コーポラティズムなどの集団主義を主張しているが、多くの自由主義者や民主主義者は、ファシズムは自由主義と民主主義を破壊する全体主義と批判している。
多くのマルクス主義者はその唯物史観や階級闘争論の立場から、ファシズムは社会主義を暴力的に破壊し、労働者階級を支配するための資本主義や帝国主義の一形態と批判している。多くのリバタリアニズムはレッセフェールを重視する立場から、ファシズムや共産主義を「集産主義の一種」と批判している。
ガービン・ブライアンやヘンリー・アシュビー・ターナーの定義では、ファシズムは、急進主義的で権威主義的なナショナリストの政治運動である。
第一次世界大戦中に、ソレル主義のサンディカリストの政治的視点とナショナリズムを結合した、イタリアの国家サンディカリストにより最初に構築された。通常は極右と記述されるが、ファシズムは右翼と左翼の両方の影響を受けていることが学術的な合意となっている。
ムッソリーニは「ザ・ドクトリン・オブ・ファシズム」で、ファシズムを右翼かつ集産主義と見なしたが、ファシズムは階級闘争や社会主義や社会民主主義などの左翼政治運動の高まりから発生した状況の改善に共感し、他方では同時に左派が関連する平等主義に反対すると宣言した。
ファシズムの主要なテーマはノエル・オサリバンによると、コーポラティズム、革命、指導者原理、集団主義、国家的自給自足の5つである。ハワードもファシストは国家の価値や、政治や経済などの体制を、コーポラティズムの観点に従って組織しようと努めると指摘している。A.A.カリスは、コーポラティズムがファシズムの最重要な主張であり、それのみが資本主義と社会主義の間の「第三の道」の展望を創造的に実現すると主張する。ムッソリーニは「コーポラティブ・システムは20世紀の文明となる事が運命づけられている」と宣言し、アドルフ・ヒトラーは「わが闘争」で「国家社会主義のコーポラティブな概念」が最終的には「破滅的な階級闘争に取って代わる」と主張した。
ファシズムにおいては、国家が、国家の強さを保つために暴力の実行や戦争を行う意思と能力を持つ、強力なリーダーシップと単一の集団的なアイデンティティを必要とする有機体的な共同体であると信じる。彼らは、文化は全国民的な社会とその国家によって創造され、文化的観念が個人にアイデンティティを与えると主張し、したがって個人主義を拒絶する。彼らは国家を1つの統合された集合的な共同体とみて、多元主義を社会の機能不全の様子とみなし、国家が全てを表すという意味での全体主義国家を正当化する。
また、一党制の国家の創設を主張する。つまり、議会制民主主義制度、及び、議会制民主主義思想に対して拒否反応を示す。それゆえに、議会制民主主義によって制定された法制度等に対して全面的に価値を認めない基本的な立場をとる。ファシストは、ファシストの国家の一部とはみなされず、かつ同化を拒否するか同化できない、文化的または民族的な集団による自治を拒絶し抵抗する。彼らはそのような自治を創設する試みは、国家への侮辱や脅威とみなす。ファシストの政府は、ファシストの国家やファシスト運動への反対を禁止し抑圧する。彼らは暴力と戦争を、国家の再生や精神や活力を創造する行動であるとみる。
ファシズムは平等主義や物質主義や合理主義の概念を拒絶し、行動や規律や階層的組織や精神や意志を支持する。
彼らは、排他的で経済的な階級をベースとした運動であるという理由や「自由主義は共産主義の温床である」「共産主義は国際主義である」という理由で自由主義や共産主義に反対する。ファシストは彼らのイデオロギーを、経済的な階級闘争を終了させて民族の団結を確実にする、経済的に超階級的な運動として提示する。彼らは、経済的な階級には国家を適切に統治する能力は無く、経験豊かな軍人たちからなる優秀さを基礎としたエリート集団が、国家の生産力の組織化や国家独立の確実化などを通して支配するべきであると主張する。
ロランド・サルティは、ファシズムは保守主義を、社会秩序への支持という部分的な価値と把握するが、しかしその変革や近代化に対する典型的な反対には賛成しないと述べている。また、強制的な変革を推進する国家管理された近代化を主張する一方で、多元主義や独立した主導権という社会秩序への脅威に反抗することによって、保守主義の利点と欠点を把握した解決方法であるともする。

### 政治的スペクトル上の位置
ファシズムは通常は極右と記述されるが、いくつかの学者はファシズムは伝統的な「左翼・右翼」の政治的スペクトルには位置づけ困難としている。学術的な合意の1つでは、ファシズムには左と右の両方の影響が存在している。多くの歴史学者はファシズムを、革命的で中道的な信条か、あるいは左と右の哲学が混合した信条とみなしている。

#### 多面的スペクトラム
ロジャー・イートウェルは、伝統的な「左翼・右翼」の政治的スペクトルに関連した用語ではファシズムのイデオロギーの複雑な性質を完全にとらえる事には失敗する、と述べた。彼や多くの政治学者は、伝統的な単線の左翼・右翼スペクトラムの代わりに、多面的なスペクトラムを設定する。いくつかの2面分析の政治モデルのうちポリティカル・コンパスでは、ファシズムは経済面の軸では資本主義と社会主義の中間とみなされ、政治面の軸では極端な権威主義に位置している。

#### 「第三の道」として
イタリアのファシズムには、右や左の両方を含む複数の党派が存在した。1920年代にファシズムへの政治的な右の適合が進むと、イタリアのファシスト運動の中で多数の国内党派が作られた。「ファシスト左派」にはen:Angelo Oliviero Olivettiやen:Sergio Panunzio、en:Edmondo Rossoniなどを含み、彼らは経済の現代化や労働者や一般民衆の利益の向上のために議会制自由主義を置き換えるとして、国家サンディカリスムの優越性を確信した。「ファシスト右派」にはファシストの民兵組織の「Squadristi」のメンバーや、右翼のイタリア・ナショナリスト協会（ANI）の前のメンバーが含まれた。「Squadristi」は非妥協的なファシスト達で、完全な独裁制のファシズムの構築を求めたが、他方では以前の ANI メンバーでもあるアルフレッド・ロッコを含めてイタリアで既存のエリートを保持するリベラルな国家を置き換える権威主義的でコーポラティストの国家の陣営を熱望した。更にイタリアのファシスト運動にはより小さい複数の党派も存在し、その中の「聖職者ファシスト」はイタリアのファシズムをその反カトリックの本質から、カトリックを受け入れるように転換することを考え、また極右の「王党派ファシスト」はファシズムを、王であるヴィットーリオ・エマヌエーレ3世による絶対君主制の作成に使う事を考えた。

多数のファシスト運動は自分達自身を、伝統的な政治的スペクトルの外側の「第三の道」と記述した。ムッソリーニはファシズムに可能な限り多くの人々を結集させるために、ファシズムの位置について曖昧さを進め、以下の発言をした
ムッソリーニは、イタリアのファシズムのコーポラティズムの経済システムは、国家資本主義あるいは、場合によっては「国家の経済活動の官僚主義化」である事も含む国家社会主義(state socialism)のいずれよりも、独自性があると主張した。ムッソリーニはファシズムを、いかなる言語でも彼は有用だと発見する、と記した。
ムッソリーニは1922年のローマ進軍で、国王ヴィットーリオ・エマヌエーレ3世の認可を得て政権を獲得し、王党派と妥協した形となった。1940年には第二次世界大戦に参戦し、日独伊三国軍事同盟を締結して枢軸国の一員となった。戦況悪化後に1943年の王党派による失脚とドイツ軍による救出後は、北イタリアにイタリア社会共和国の樹立を宣言して社会主義を強調した発言を行い、企業の国営化を進めた。
スペインのファシストホセ・アントニオ・プリモ・デ・リベラは、左翼と右翼の両方の政策を重視し、「基本的には、労働などの経済的構造の維持に関しては右の位置だが、他方では経済的構造の転覆が価値あるものの多くの破壊を引き起こすものだとしても、経済的構造の転覆を試みる立場としては左翼である」と述べた。
ドイツでは、ナチス（NSDAP）の前身はドイツ労働者党（DAP）で、社会主義やナショナリズムや反ユダヤ主義を特徴とする25カ条綱領を掲げた。ヒトラー自身も初期には以下の発言をした。
党内のナチス左派は社会主義を重視したが、1934年の長いナイフの夜で主要メンバーが粛清された以後は、25カ条綱領よりもアドルフ・ヒトラーの指導者原理が強調されるようになった。

#### 右翼としてのファシズム
歴史学者のEugen Weber、David Renton、Robert Soucy (en:Robert Soucy)などは、ファシズムはイデオロギー的に右と見た。Rod Stackelbergは、ファシズムは特に人種的平等や民主主義などの平等主義に反対したが、それらは極端な右翼の運動を特徴づけるとした。Stanley Payneは、戦前のファシズムは右翼運動との同盟を通じて存在意義を持ったと述べた 。Roger Griffinは、第二次世界大戦の終わりまでにファシスト運動は、急進右翼と「ファシスト急進右翼」の一部集団との結びつきになったと主張した。
一方、ウォルター・ラカーは歴史的なファシズムについて「極左には属さなかったが、極右の一部との定義は明快ではない」とし、しかし「それは常に、急進的、ポリュリストの要素、極右への重力を持つ他の要素などの結合だった」とした。Stanley Payneは、「ファシストは、左や右や中道など、現在までの全ての主要な確立された彼らの歴史上で、ユニークだった」と述べた。Payneは他方で、ドイツのナチスは他の全ての非共産主義体制よりも、ロシアの共産主義（ソビエト連邦）に近かったと述べた。
シーモア・M・リプセット、ロジャー・グリフィンを含む現代の多数の歴史家や社会学者は、ファシズムの位置は右でも左でもない、との見解を支持している。
経済の分野では、ファシストはマルクス主義者や国際的な社会主義者が広く掲げた階級闘争や国際主義の概念を拒否し、階級協調や国家主義的なナショナリズムに賛成した。しかしまた、イタリアのファシストは過度の資本主義への異議を宣言し、それを超資本主義と呼んだ。Zeev Sternhell (en:Zeev Sternhell)はファシズムを、サンディカリズムによる反正統派マルクス主義とみなしたが、政治的には依然として右と位置づけた。

#### 左翼・社会主義としてのファシズム
経済学者のルートヴィヒ・フォン・ミーゼスは新自由主義の立場から、ファシズムを左翼に分類した。また経済学者フリードリヒ・ハイエクもリバタリアニズムの立場から著書「隷従への道」の中で、ファシズムはソビエト連邦などの社会主義と同様、国家万能主義の全体主義であり、計画経済や集産主義を行う観点では本質的に同根として、ファシズムやナチズムも左翼に分類した。
ナチスは国家社会主義を掲げ、ヒトラーは「わが闘争」で「私はボルシェヴィズムから最も多く学んだ」と述べたほか、ナチスは政治将校や強制収容所などといったソ連の組織論や運動論、共産党のプロパガンダ活動（プラカード、集団行進、シュプレヒコール、戸別訪問、楽団、膨大な量のビラ・ポスターの配布など）を模倣し、党歌「旗を高く掲げよ」についても共産主義者のヴィリ・ブレーデルの詩を焼き直して作ったとする説がある。ゲッベルス自身も「ボリシェヴィキどもからは、とくにそのプロパガンダにおいて、多くを学ぶことができる」と公言した。
レフ・トロツキーは永続革命としての階級闘争の立場から、1931年の「ファシズムとは何か」で、イタリアのファシスト運動は「小ブルジョアジー、ルンペン・プロレタリアート、そしてある程度まではプロレタリア大衆から発生した」とし、「元社会主義者のムッソリーニは…」と述べた。また、ドイツのファシスト運動は「イタリアの運動にきわめて類似して」おり、大衆運動を作り上げるために「社会主義的デマゴギーをふんだんに用いて」いると述べた。また1933年の「国家社会主義とは何か」で、ドイツのファシズムを「帝国主義の最悪の形態」と主張した。
日本では、丸山眞男が1964年に著書で「ファシズムは二十世紀における反革命の最も尖鋭な最も戦闘的な形態」として、ナチスが「社会主義」を掲げたことは大衆を吸引するための「巧妙な民主主義的偽装」であり、「ファシズムはしばしばその敵の姿に似せて己を扮装する」と述べた。
マルクス経済学者の大内力は、ファシズムを「はじめは反社会主義であるとともに、反資本主義でもあったのであり、とくに独占資本にたいして強い敵意をもっていた」と述べた。

## 歴史

### 1907年-1914年 ソレル主義とナショナリズムと左翼の精神の融合

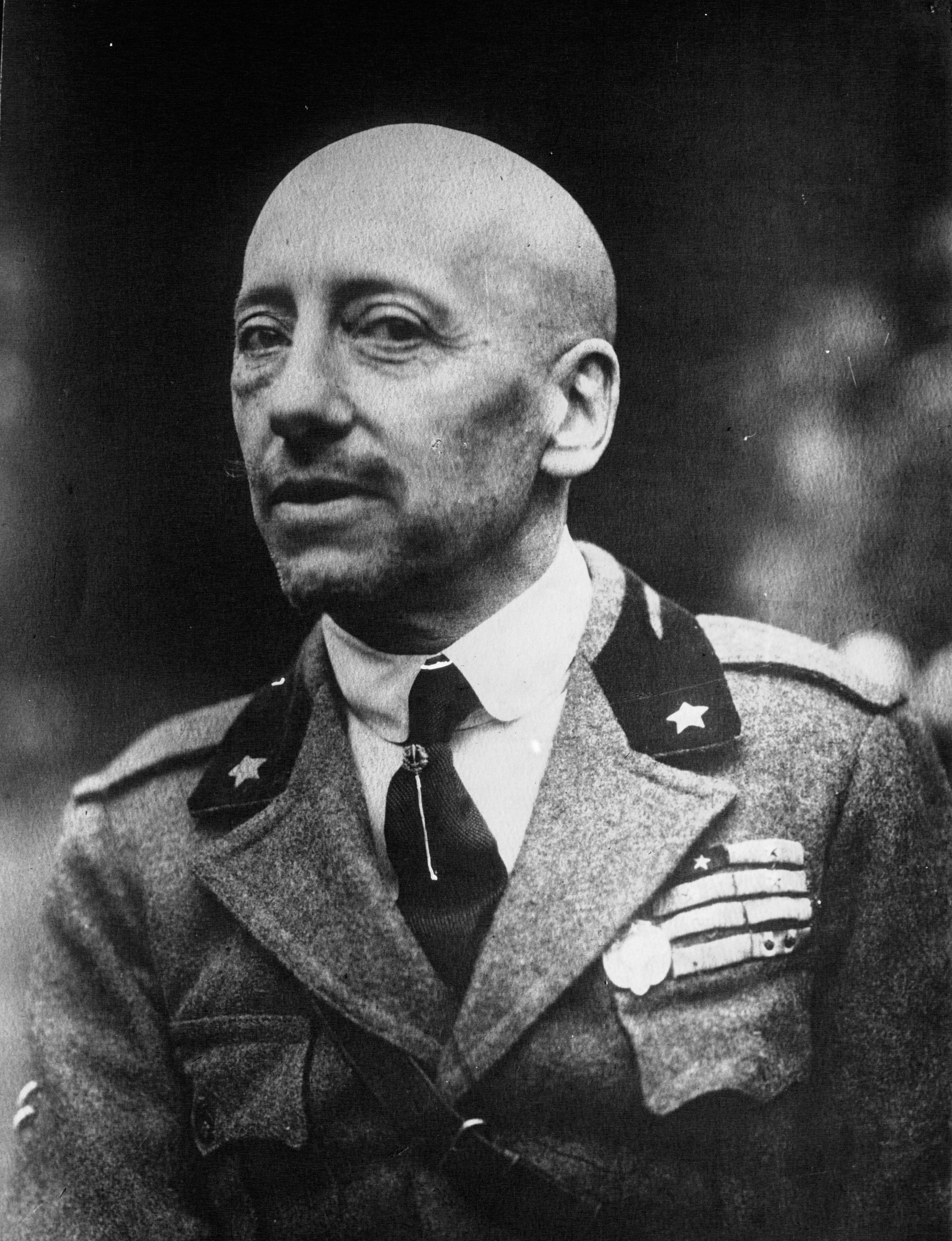
ガブリエーレ・ダンヌンツィオ

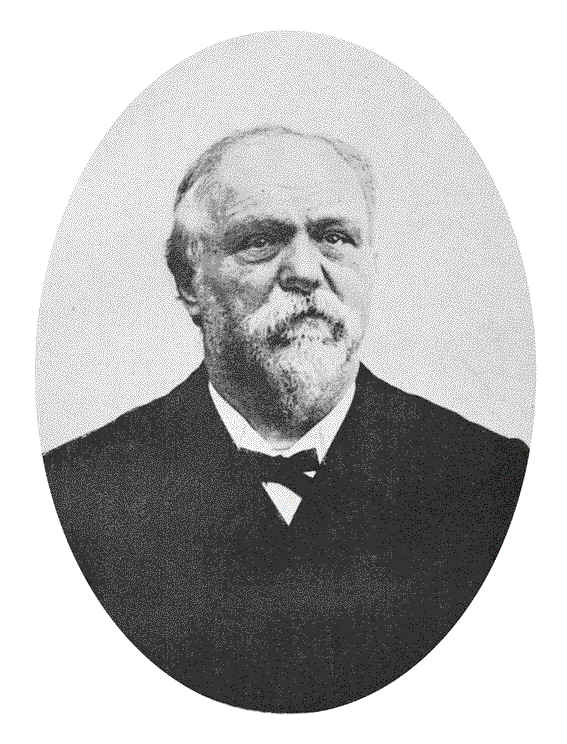
ジョルジュ・ソレル

政治的活動ではガブリエーレ・ダンヌンツィオ、思想では革命的サンディカリストのジョルジュ・ソレル、更には黄色社会主義を提唱したピエール・ビエトリーなどが、ファシズムの先駆と呼ばれている。
革命的サンディカリスムの哲学者ジョルジュ・ソレルは、ファシズムに大きな影響を与え、またソレルはロシア革命とファシズムをブルジョワ民主主義への挑戦と考えて支持した。ソレルは著作「暴力論」（1908年）で「暴力は道徳になりうる、特に社会に実質的で肯定的な変革をもたらす革命的暴力は」と主張した。ソレルは正統派マルクス主義から出てきた社会民主主義はその議会主義によりブルジョワ民主主義に屈すると批判し、改良主義的な修正主義ではない暴力的な革命的修正主義を主張した。まずソレルはブルジョワ階級の迅速な終焉と労働者階級の勝利のために、正統派マルクス主義の唯物論や合理主義は資本主義への抵抗にならない退廃に陥っていると非難し、代わりに観念や非合理的な神話の道徳的で情熱的なアピールに修正すべきと論じた。彼は、過度の合理主義はブルジョワの特質であり、労働者階級の心はより「原始的」であり更には神話も受容できる、と書いた。ソレルは、労働者階級が道徳的な変革をより受容しようとするという理由で、これを有益と考えた。「暴力論」はイタリアの革命的サンディカリストの間で非常に高い人気となった。ベニート・ムッソリーニもその1人で、彼は後にソレルから彼への影響について「私の師」「ファシズムの精神的指導者」「私自身はソレルに最も負っている」と発言した。
ファシズムの創造の鍵となった部分は、第一次世界大戦の勃発で固まった、政治的に右翼のナショナリストと、左翼のソレル主義のサンディカリストの諸政策の融合であった。ソレル主義のサンディカリズムは、他の左翼のイデオロギーとは異なり、労働者階級に対するエリート主義の視点を持ち、彼らの士気を向上させる必要があると信じ、積極的な社会変革をもたらすために自由民主主義は破壊される必要があると主張した。ソレル主義のサンディカリズムの社会戦争の積極的な本質の概念とその道徳的な革命への固執により、多くのサンディカリストは、戦争とは社会変革や道徳的革命の究極の政策表明であり、目的達成の手段と考えた。第一次世界大戦の前には、サンディカリスト達は圧倒的に階級の固有性に焦点を当て、階級闘争を支持し、他方では国家的な戦争を敵視した結果として、反軍国主義であった。イタリアのサンディカリスト達の多くは、革命的サンディカリスムは完全に反軍国主義であってはならないと信じ、平和主義を攻撃した。
1907年から、ナショナリストや軍国主義者の影響がサンディカリズムに結合し始め、政治的な左翼に分断が生まれた。この、ナショナリストとサンディカリストが相互に影響しながら増大するという精神は、イタリアで強かった。ソレルの視点と近いモーラス主義のナショナリズムは、急進的なイタリアのナショナリストのエンリコ・コラディーニに影響を与えた。コラディーニは、イタリアの問題を解決できるであろう闘う意思を通じた直接行動を確約する革命的サンディカリストにも共通する、エリートの貴族や反民主主義に率いられた、国家サンディカリスム運動の必要性のために発言した。コラディーニは、フランスやイギリスの「金権政治」と対決するために、イタリアは帝国主義を続ける必要のある「コロレタリア国家」であると述べた。コラディーニの視点は、イタリアの経済的な後進性はその政治的な階級や自由主義や「下劣な社会主義」によって発生させられた部分によって引き起こされた、と主張する右翼のイタリア・ナショナリスト協会(ANI)の幅広い見解の一部だった。ANIは、保守やカトリックや商売業界の中と結びつき影響を保っていた。イタリアの国家サンディカリストに共通した原則は、ブルジョワの利益や民主主義、自由主義、マルクス主義、国際主義、平和主義の否定であり、英雄主義や生気論や暴力の推進だった。
拡張主義や大イタリアの創立を支持し、イタリアを近代国家のリーダーとして「新人類」や「新国家」を創造する文化的な革命を行う事を主張するイタリアの急進的なナショナリズムは、イタリアのリビア征服期間中の1912年に増大しはじめ、イタリアの未来派やANIのメンバーによって支持された。ANIは、自由民主主義は現代の世界にはもはや適合せず、最も強いものが生き残れる世界で人間は本質的には略奪的であり国家は継続的な闘争状態にあると主張し、強い国家と帝国主義を提唱した。
1914年まで、1911年の伊土戦争に反対したサンディカリストなどナショナリストの影響が部分的に残っていたイタリアのナショナリストや革命的サンディカリストは、戦争を国家的な事柄ではなく財政的な利益の事柄と考えた。しかし第一次世界大戦の勃発では異なり、ナショナリストやサンディカリストは、戦争を国家的な事柄とみなした。

### 1914年-1920年 第一次世界大戦とファシズムの創設

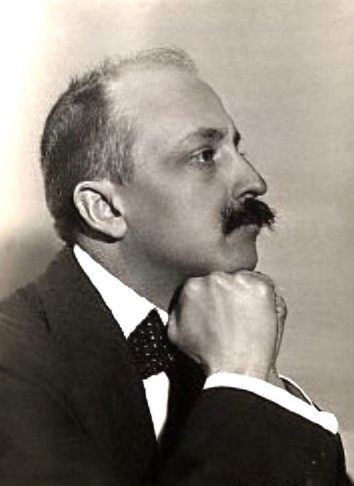
フィリッポ・トンマーゾ・マリネッティ

1914年8月の第一次世界大戦の勃発時点では、多数の社会主義政党は当初は参戦への反対を主張していた。しかし戦争が始まるとオーストリアやイギリス、フランス、ドイツ、ロシアなどの社会主義者は、台頭するナショナリストの流れに追随し、彼らの国家による参戦を支持した。イタリアの左翼は戦争への立場をめぐって深刻な分裂となった。イタリア社会党は社会主義の国際主義を背景に戦争に反対したが、多数のイタリアの革命的サンディカリストは社会主義の成功を確実にするためにドイツ帝国やオーストリア＝ハンガリー帝国の反動的な体制は打破される必要があるとの背景により、それらとの戦争を支持した。エンリコ・コラディーニはナショナリストの視点からイタリアのための「労働者階級国家」と、反動的なドイツの打倒は、同様に必要と表明した。参戦におけるこの分裂からファシズムの始まりが生まれ、イタリア社会党のアンジェロ・オリベッティは1914年10月に「国際行動のための革命的ファッシ」（伊: Fasci d'Azione rivoluzionaria internazionalista、英: the Revolutionary Fascio for International Action）を組織した。同時期にムッソリーニは参戦主義者の理由に賛同することを決断した。ファシストはナショナリズムを支持し、プロレタリアートの国際主義は間違いだと主張した。
この時、ファシストは整合性を持った政策のセットを持たず、運動は非常に小さかった。大集会の開催を試みたが効果的ではなく、常に政府当局や正統な社会主義者から妨害を受けた。ファシストを含めた参戦主義者と、反参戦主義の正統的な社会主義者の間の敵意は、暴力に転じた。反参戦主義の革命的社会主義者による、ファシストや他の参戦主義者に対する反対や攻撃は、非常に暴力的であったため、戦争に反対していた民主社会主義者の Anna Kulliscioff でさえ、イタリア社会党は戦争支持者を沈黙させる運動をするには遠すぎる場所へ行ってしまった、と述べた。
1917年にイタリアで開始された「アルディーティ (イタリア軍)」(Arditi)と呼ばれた命知らずのエリートの「突撃隊」は、ファシズムに重要な影響を与えた。アルディーティは暴力の絶えない生活で特別に訓練された兵士で、独特な黒シャツの制服とフェズ帽を着ていた。1918年11月にアルディーティは国家組織に組織されて Associazione fra gli Arditi d'Italia となり、1919年の半ばまでには2000人の若者が所属した。ムッソリーニはアルディーティを気に入り、戦後にアルディーティをベースにしたファシスト突撃隊の「Squadristi」を組織し、黒シャツ隊と呼ばれるようになった。

参戦反対で国際主義のマルクス主義者と、参戦賛成でナショナリストやサンディカリストのファシストの暴力的な分裂は戦争終結までには決定的となり、2つの陣営は和解不可能となった。ファシストは彼ら自身を反マルクス主義でソビエトの共産主義に反対すると提示した。ムッソリーニは1919年にファシスト運動の制御を統合し、「イタリア戦闘者ファッシ」を創設し、伝統的な社会主義に反対して以下のように宣言した。

#### 未来派
ファシズムは初期には未来派と近い関係を持ち、フィリッポ・トンマーゾ・マリネッティによる1909年の「未来派宣言」は「行動、技術、戦争」を美化し、合理主義に対して非合理主義(en:irrationalism)や、近代美術や暴力的な美術や美学、近代美術を自由にするための全ての過去の伝統的な美術の破壊、愛国心や軍国主義の推進などの革命的な陣営となった。未来派はファシズムと同様に、国家をコーポラティズムの流儀で、1つの有機的な身体と定義した。ただし、マリネッティは「イタリアの民主主義は我々にとって、我々を解放する組織である」と民主主義の継続を主張した。マリネッティは当初はファシズムに魅かれたが、イタリアで一時的に力を持ったより近代的な保守的美学を採用した。

#### ファシスト・マニフェスト
1919年にファシストは、ファシスト・マニフェストを作成した。このマニフェストは国家サンディカリストのアルチェステ・デ・アンブリスと、未来派運動のマリネッティによって書かれ、1919年6月6日にファシストの新聞である Il Popolo d'Italia に掲載された。このマニフェストは政治体制として、男性と女性の両方の参政権を持つ普通選挙や、地域をベースとした比例代表制の選挙制度や、コーポラティストの考えである労働者や工業、交通、公衆衛生、通信などの職業別の領域ごとに選挙されて彼らを代表する法的権限を持った職業人や商人から選出された専門家による「国家評議会」の制度の創設や、イタリア上院（貴族院）の廃止などを主張した。また経済社会政策として、全労働者の8時間労働制限、最低賃金、産業管理における労働者代表、産業別や公共部門の労働組合の平等な信任、交通部門の再編、無効な保険に関する法案の修正、退職年齢の65歳から55歳への引き下げ、資本に対する強力な累進課税、宗教的施設の資産没収や主教の廃止、軍需契約の利益率の抑制などを主張した。軍事政策として、防衛業務に従事する短期の国家的な民兵の創設、軍需産業の国営化、平和的だが競争的に設計された外交政策などを主張した。
ファシストに影響した次の出来事は、イタリアのナショナリストのガブリエーレ・ダンヌンツィオによる「未回収のイタリア」の一部であるフィウーメの占拠（カルナーロ＝イタリア執政府）と、ダンヌンツィオとアンブリスによる1920年のカルナーロ憲章の発表であった。主筆者であったアンブリスは、ダンヌンツィオの政治的視点に沿った国家サンディカリスムとコーポラティズムの生産主義を組み込んだ憲章を設計した。多くのファシストがカルナーロ憲章を、ファシスト国家イタリアのための理念的な体制とみなした。

### 1920年-1922年 右傾化と政治力の集約
1920年にファシズムは政治的に右への傾向が始まった。この傾向は、イタリアで工業労働者の過激なストライキ活動が頂点に達して「赤い年」と呼ばれるようになった1919年と1920年に、同時期に起こった。ムッソリーニとファシストは、工業経営者と手を結ぶ事で優位な状況を得て、秩序の維持とイタリア国内の平和という名目で、労働者や小作人を攻撃した。
ファシストは、第一次世界大戦への参戦に反対した左派の社会主義者の多数派を、彼らの第一の敵と位置づけた。ファシストとイタリアの右派は、マルクス主義を蔑視し、階級意識を割り引き、エリートの規則を信じるなどの、共通の基盤を持った。ファシストは、国家的なアイデンティティーよりも階級のアイデンティティーを確約するイタリア社会党や労働者組織を破壊するための相互努力の中で、右派との同盟によって右派の反社会主義キャンペーンを支援した。
ファシズムは、その従来のポピュリズムや共和主義や反教権主義を捨てていき、イタリアの既存の資本主義の支持やカトリック教会の受容や王制などを受け入れるという、その政策の大きな変更によって、イタリアの保守主義に順応していったとみなされた。ファシズムはイタリアの保守主義者にアピールするために、女性の母としての役割の推進を含む、家族の価値の推進などの政策を採用した。しかし、ファシズムは反動主義者にアピールすることを意図した多くの姿勢の採用にもかかわらず、ファシズムの革命的な性格を維持したとみなされており、Angelo Oliviero Olivettiは「ファシズムは保守主義でもありたいが、しかし革命的であり続けることによってそうなる」と述べた。ファシスト達は、保守主義者達とサンディカリスト達の両方にアピールするために、革命的な行動と、法や秩序の維持の確約の両方を支持した。右傾化の以前には、ファシズムは約1000名のメンバーを持つ、小規模で、都会の、北部イタリアの運動だった。その以後には、ファシスト運動のメンバーは1921年までには 25万名に上昇した。1921年11月には「イタリア戦闘者ファッシ」は政党「ファシスト党」（国家ファシスト党、ファシスタ党）に改組された。

### 1922年-1929年 勢力の増大と初期の国際的広がり

#### ローマ進軍と政権獲得
1922年になると、ファシストの民兵組織は彼らの戦略を、社会主義者の事務所や社会主義者の指導者の家への攻撃から、都市を占領する暴力へとエスカレートした。しかしボローニャやボルツァーノ、クレモナ、フェラーラ、フィウメ、トレントなどの都市では権威者からのやや激しい抵抗を受け、転覆を続けた。ファシストはクレモナの社会主義者とカトリックの連合の本部を攻撃し、トレントやボルツァーノドイツ語圏の住民にイタリア語化を強制した。これらの都市を制圧すると、ファシストはローマを得る計画を持った。
1922年10月24日、ナポリで開かれたファシスト党の年次党大会で、ムッソリーリは黒シャツ隊に、公共施設や鉄道を制圧して、ローマ周辺の3個所に集結するよう命じた。この進軍は、黒シャツ隊のリーダーのイタロ・バルボ、将軍のエミーリオ・デ・ボーノ、超サンディカリストのビアンキ(en)、王党派ファシストのデ・ベッキの、それぞれの異なる党派を代表する4名の主要なファシストの幹部によって率いられる事になった。ムッソリーニ自身はミラノに残り行動の結果を待った。ファシストは北部イタリアの複数の郵便局や鉄道の支配の獲得を達成し、他方では左派連合に率いられたイタリア政府は内部分裂してファシストの優位に対応できなかった。イタリア政府は確実に混乱の状態となり、複数の政府が作られては敗北した。イタリア政府は最初にはファシストのローマへの侵入を防止する行動を採ったが、しかし国王ヴィットーリオ・エマヌエーレ3世は、ファシストの高潮を消失させる試みの結果としてのローマでの流血の恐れを懸念した。エマヌエーレ3世はムッソリーニを首相に指名する決断をし、ムッソリーニは10月30日に指名を受けるためにローマに到着した。ファシストはこの事件を、ファシストの英雄的な偉業による権力の「奪取」として、「ローマ進軍」の名称で大きく宣伝した。11月から行われたコミンテルン第四回大会では「国際ファシズム」の危険性を訴え、あらゆるヨーロッパの国でファシズム出現の可能性があるとした

#### 連立政権と力の集約

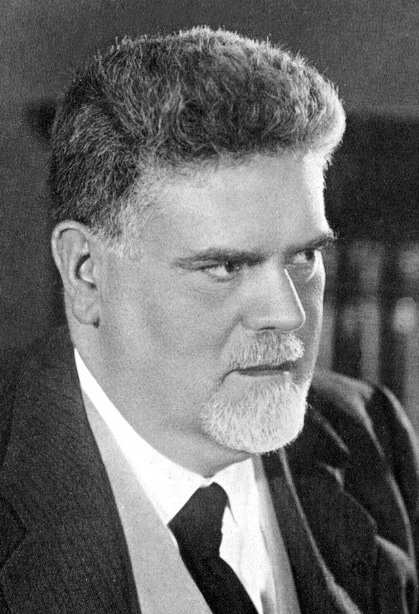
ジョヴァンニ・ジェンティーレ

ムッソリーニはイタリアの首相に任命されると、ファシストはイタリア議会を支配していなかったため連立政権を形成する必要があった。その連立政権は、内閣の首班はムッソリーニだが、他の13の大臣のうちファシストは僅か3名だけで、残りは陸軍や海軍の代表者や、2名のカトリック組織の構成員、2名の民主自由主義者、1名の保守自由主義者、1名の社会民主主義者、1名のナショナリスト、そして元ファシストの哲学者のジョヴァンニ・ジェンティーレであった。ムッソリーニの連立政権は当初は、自由主義者の財務大臣のアルベルト・デ・ステファニの指示のもとで経済的には自由主義の政策を追求し、公務員の大幅削減によって予算の均衡を図った。初期には政府の政策の小さい劇的な変化が起こり、共産主義者に対する抑圧的な警察活動が行われ、ダンヌンツィオ主義者の反乱は限定的だった。しかし同時期にムッソリーニは、彼がその議題を管理するファシスト大評議会で、ファシスト党のための政府高官を作ることによって、ファシスト党への彼の支配力を集約した。更に「Squadristi」や黒シャツ隊と呼ばれる民兵は、常備軍の士官に指導される国営のMVSN(イタリア語: Milizia Volontaria per la Sicurezza Nazionale)に改組された。「Squadristi」は当初はムッソリーニの政府に非常に不満で、「ファシスト革命」を要求していた。

#### 保守派との合流と独裁者宣言

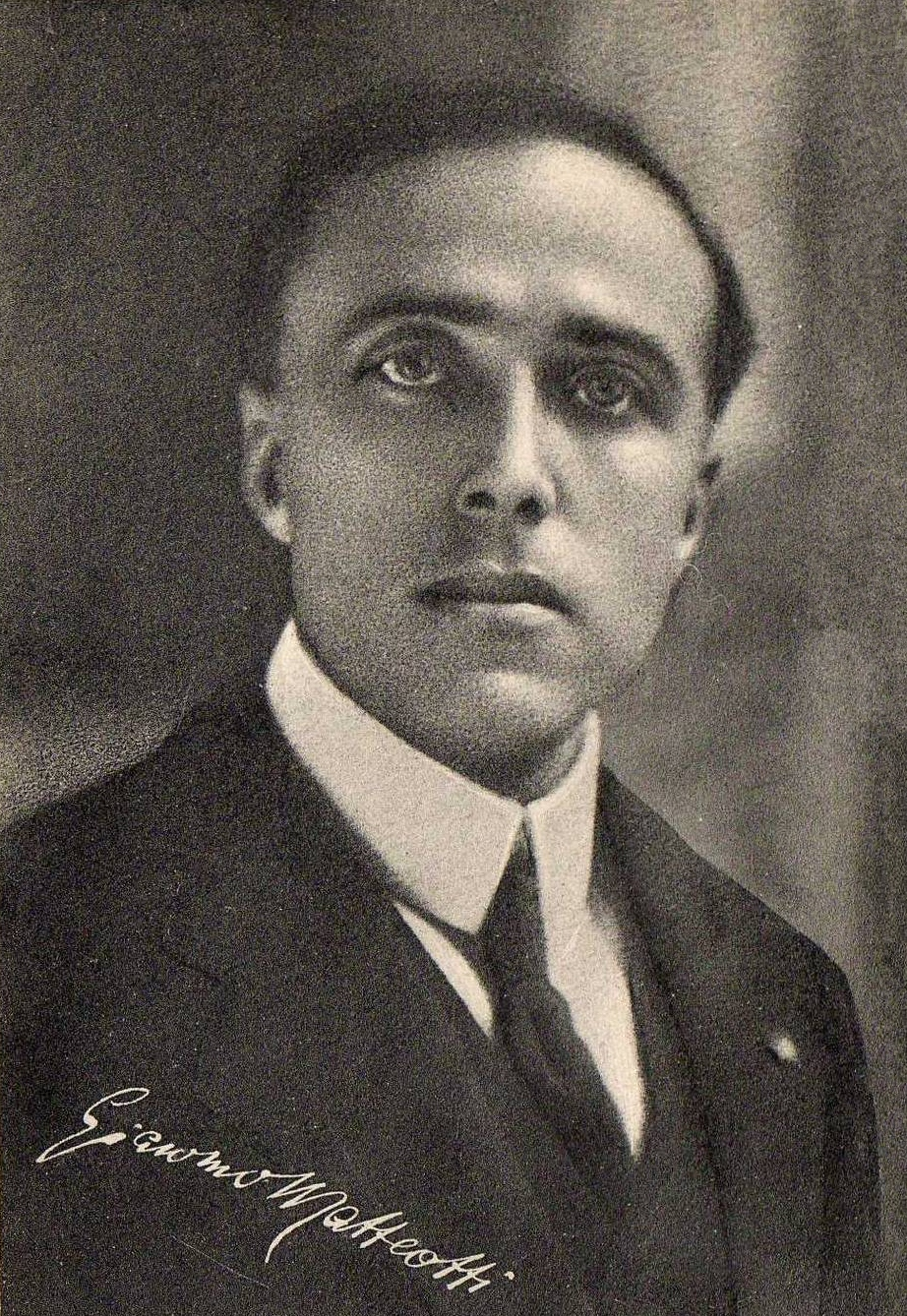
ジャコモ・マッテオッティ

この時期にはイタリア国王をなだめるために、ムッソリーニはイタリアのファシストと、フェデルツォーニ(en)率いる議会の保守系党派や保守的な王党派やANI構成員のナショナリストとの間で、秘密の政治的同盟を形成した。ANIは1923年にファシスト党に合流した。ナショナリストとファシストの合併により、保守的なナショナリストと、ファシスト運動の革命的サンディカリスト党派との間の緊張が高まった。保守主義者とファシスト運動のサンディカリスト党派は、相互の視点を得る事によって、彼らの相違や安全な統一やファシズムの推進を調和させることを考えた。保守的なナショナリストのファシストは、革命的サンディカリストをなだめるためにファシズムを革命的な運動として推進する一方で、保守的なナショナリストのファシストをなだめるために、革命的サンディカリストのファシストは彼らが社会的安定を確実にして経済的な生産性を保障する事を欲すると宣言した。
ファシストは、選挙で25%以上の得票を得たいかなる政党または連立の候補者名簿に対して、議会の座席の過半数を保障するというアチェルボ法により、イタリアでファシズムを堅固にする試みを開始した。アチェルボ法は議決での多数の欠席にかかわらず可決した。1924年の選挙でファシストは穏健主義者や保守主義者とともに統一候補者名簿を形成して、ファシストの多くの暴力と恫喝もあり、その名簿は66%の得票率を獲得して403議席を許され、その大多数がファシストへと進んだ。選挙の直後に、イタリア社会党の書記のジャコモ・マッテオッティがファシストによって誘拐され殺害されたとの危機的で政治的なスキャンダルが噴出した。議会の少数派の自由主義者と左派が抗議の退場をし、古代ローマの故事に倣って「アヴェンティヌスの離脱」(en)と呼ばれるようになった。1925年1月3日にムッソリーニはファシストが支配的となったイタリア議会で演説し、彼は起こった事に個人的に責任があるが、彼は悪い事は何もしなかったと強く主張した。彼は古代ローマの独裁官に倣って、彼自身をイタリアの独裁者と宣言し、政府と議会の解職発表に関する全責任を持つとした。1925年から1929年にかけてファシズムは着実に力を堅固にし、議会で反対する議員もいたが否決され、検閲が導入され、1925年の命令によりムッソリーニは国王のみに責任を負う事になった。イタリア社会のファシスト化の努力は1926年より加速され、ファシストは地方自治での地位を得ていき、1929年までには行政長官の全体の30%がファシストによる指名となった。

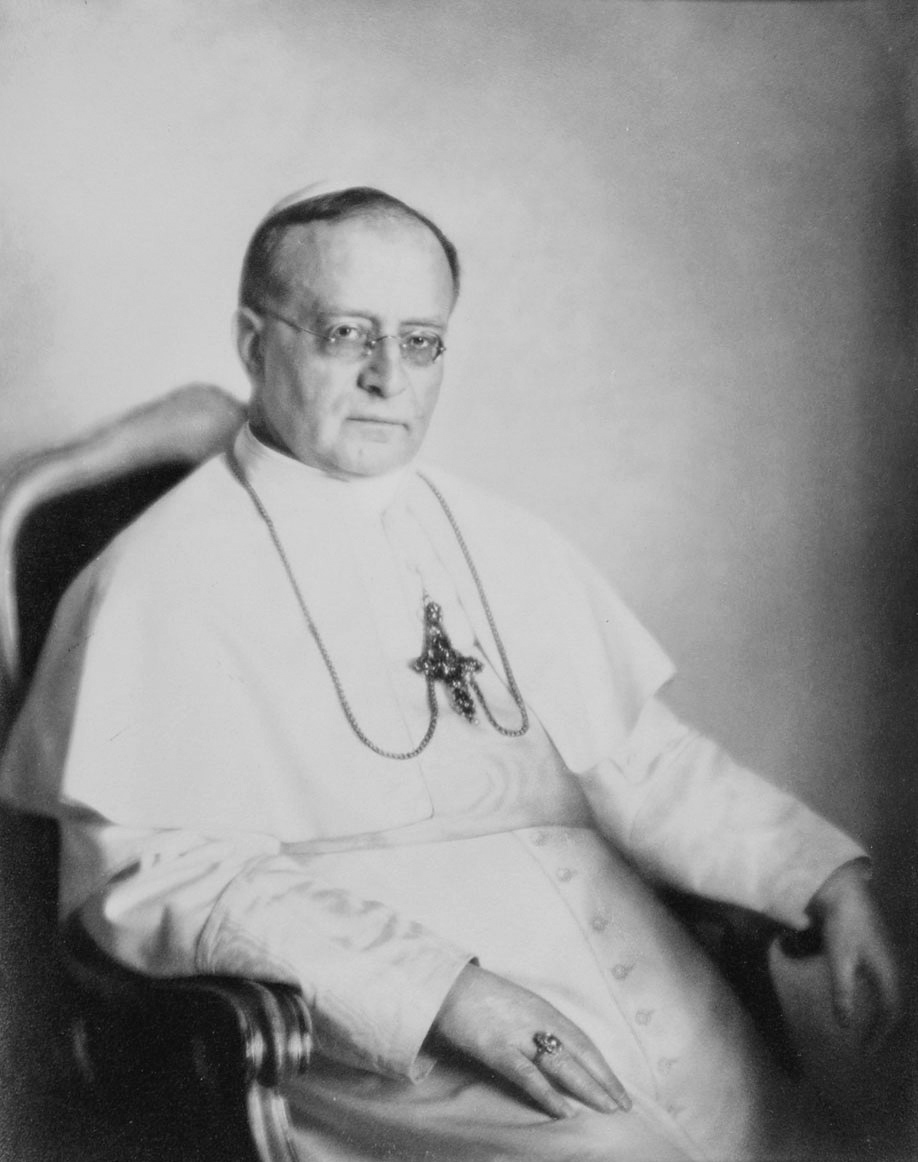
教皇 ピウス11世

1929年には、イタリア政府と断絶状態にあったローマ教皇 ピウス11世と交渉し、教皇のバチカン一帯への国家主権と19世紀に自由主義国家によって没収された教会用地の財政的賠償を与えた、ラテラノ条約として知られる教会との協定に署名が行われ、以後はファシスト体制はローマ・カトリック教会からの政治的な支持と祝福を得た。また1925年には全てを包括する「全体主義」国家としての新体制というファシストのプロパガンダが開始されたが、しかしファシストの党や体制はイタリアの既存権力に関する完全な支配を得た事は決してなく、国王のヴィットーリオ・エマヌエーレ3世は国の長に残り続け、軍隊や司法組織はファシストの政府から大幅な自治を維持し、ファシストの民兵の黒シャツ隊は軍の管理下にあり、当初は経済も同様に比較的自治を持ち続けていた。

#### コーポラティズムによる経済体制の開始
ファシストの体制はコーポラティストの経済体制の作成を開始し、1925年にイタリアの雇用者連合である Confindustria (en)とファシストの労働組合の間で、非ファシストの労働組合を除外して相互をイタリアの唯一の雇用者と被雇用者の代表であると認識することに合意した Palazzo Vidioni 協定が成立した。ファシストの体制は最初に「企業省」を設立し、イタリアの経済を22の産業別の企業に組織し、労働者のストライキやロックアウトを禁止し、1927年には「労働憲章」を作成して労働者の権利と義務を規定し、雇用者と被雇用者の間の紛争を仲裁する労働審判を作成した。実際には産業別の企業の活動は独立性は低く体制による管理が大きく、被雇用者の組織は被雇用者自身によって指導される事はまれで、代わりに指名されたファシスト党の構成員によって指導された。

#### 攻撃的な外交政策の開始とリビアの植民地の強化
1920年代にファシストのイタリアは、バルカン半島にイタリアの領土を拡大する目的でのギリシアのケルキラ島への攻撃、トルコとユーゴスラビアへの開戦の計画、クロアチア人とマケドニア人の分離主義者への支援によってユーゴスラビアを内戦に導いてイタリアの内政干渉を合法化する試み、アルバニアをイタリアの「デ・ファクト」（事実上）の保護国とする、などの攻撃的な外交政策を押し出し、一部は1927年までに外交的な手段によって達成された。イタリアの植民地のリビアでの反乱への対応には、ファシストのイタリアは従来の現地指導者との協業による自由主義時代の植民地政策を捨てた。その代わりに、イタリア人はアフリカの人種より優秀な人種であり、従って「二流の」アフリカ人を植民地化する権利を持ち、リビアへの1000万から1500万名のイタリア人の植民が主張された。このことは大量殺害や強制収容所の使用、数千人の人々の強制的な餓死などを含む、リビアの原住民への攻撃的な軍事作戦となった。

#### ドイツ・ハンガリー・スペインなどへの影響

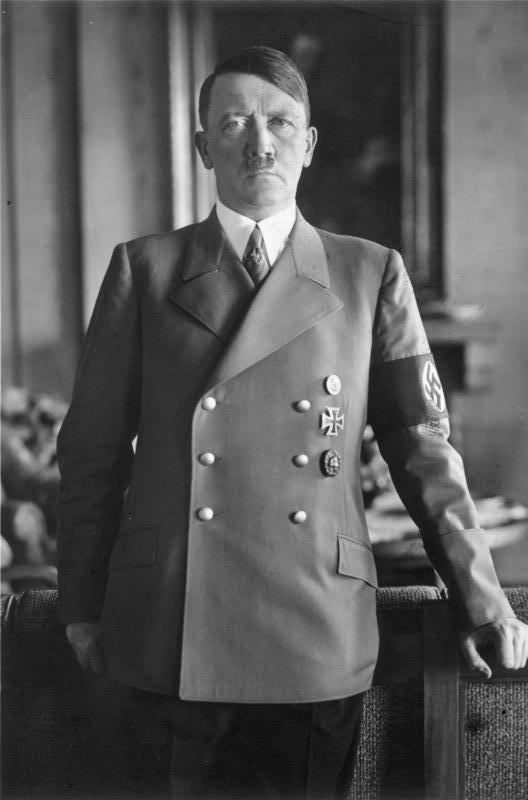
アドルフ・ヒトラー

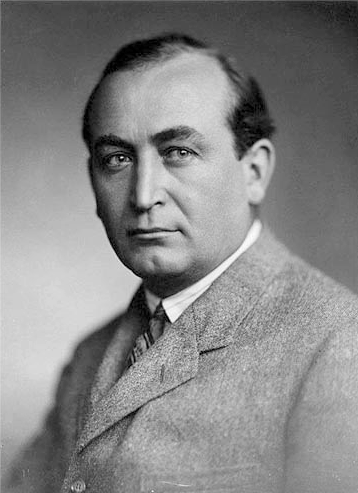
ゲンベシュ・ジュラ

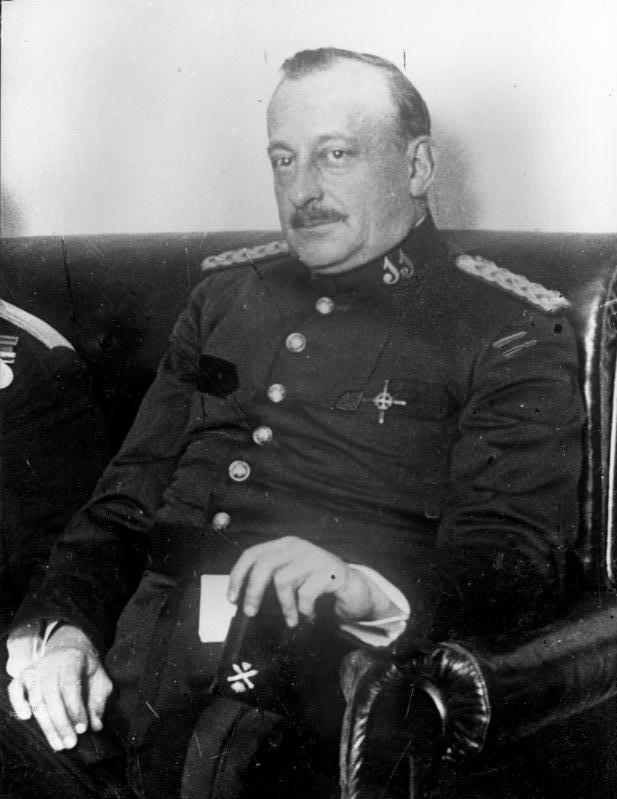
ミゲル・プリモ・デ・リベラ

ファシストは政権獲得により、国際的な注目を浴びた。イタリアのファシストの初期の賞賛者の一人はアドルフ・ヒトラーで、彼はローマ進軍後の1か月以内に、彼自身と国家社会主義ドイツ労働者党（ナチ党）のモデルを、ムッソリーニとファシストに置き始めた。ヒトラーと第一次世界大戦の英雄エーリヒ・ルーデンドルフに率いられた闘争同盟は、1923年11月、ローマ進軍をモデルにした「ベルリン進軍」を試みたが失敗した（ミュンヘン一揆）。ミュンヘン一揆では、州総督グスタフ・フォン・カールを脅迫して仲間に引き入れ、ヒトラーとルーデンドルフ、カールによる三頭政治に指導される新しいドイツの政府の創設が発表された。しかしカールらの反撃とバイエルン警察によって粉砕され、ヒトラーや他の指導者は捕らえられ投獄された。
イタリアのファシストの初期の他の賞賛者には、ハンガリー全国防衛連盟(ハンガリー語: Magyar Országos Véderő Egylet、MOVE)の指導者のゲンベシュ・ジュラがおり、彼は（ナチスよりも早く）1919年には自分自身を「国家社会主義者」(national socialist)と定義して資産の大幅な変革の必要性を語り、1923年には「ブダペスト進軍」の必要性を主張した。スペインでは増加するストライキやアナキズムへの支持の高まりなどの政治的危機の中で、1923年に軍人であり侯爵であるミゲル・プリモ・デ・リベラがスペイン政府に対するクーデターに成功し、自分自身を保守的な軍事政権の指導者に据えて、既存の政党政治制度を無効とした。リベラは権力獲得後、彼自身が労働者と上司（経営者）の間の和解の仲裁者となることによって経済的な危機を解決し、彼の統治はイタリアのファシストのモデルをベースとしたコーポラティストの経済体制を創立する、と考えた。

### 1929年-1945年 ファシズムの国際的な高まりと第二次世界大戦
1929年に発生した大恐慌は、ファシズムの国際的な高まりをもたらし、複数のファシスト体制の創立や、ファシストの政策の採用が発生した。最も重要で新しいファシストの体制はヒトラーの指導によるナチス・ドイツである。ヒトラーとナチ党の力が高まる中で1933年に権力を掌握した（ナチ党の権力掌握）ドイツの民主主義体制は崩壊し、ナチスは国家を戦争へ向けて動かした。1930年代にナチスは、ユダヤ人や他の人種グループに対する差別や公民権剥奪や迫害を認めた抜本的な人種法（ニュルンベルク法）を制定した。

#### ソ連の社会ファシズム論
社会ファシズム論は、スターリン及びコミンテルンの理論で、社会民主主義とファシズムとを「双生児」と規定し、「共産主義の党（コミンテルンの指導下にある党）はファシズムに対しての戦いよりも、優先して社会民主主義勢力と戦うべき」とした。背景には「ドイツ社会民主党が第一次世界大戦で国家への協力姿勢を示した」ことをレーニンが激しく批判していたことが意識され、「社会民主主義は必然的に反動化する」との理論によって正当化された。この理論のもと1930年代前半のドイツ共産党はナチスに対しなんら有効な攻撃を行わなかったばかりか、ドイツ社会民主党を攻撃するうえでナチスと協力することもあった。そのため労働者の戦線は分裂し、ナチスに対抗することができなかった。結果、社会ファシズム論はヒトラー政権の成立を許し、共産党の非合法化を招いたため、1935年のコミンテルン第7回大会では、反ファシズム統一戦線の戦術をとることを決め、社会ファシズム論は放棄された。

#### パラ・ファシスト
ハンガリー王国のファシストゲンベシュ・ジュラは、勢力拡大して1932年に首相となり、ファシストのイタリアやナチス・ドイツを訪問してこの2つの体制と良好な関係を固めた。彼は彼の「国家統一党」(Party of National Unity)を、産業での一日8時間労働や週48時間労働、コーポラティストの経済の考え、ハンガリーの隣国への領土回復要求などの追求の拠点とすることを試みた。第二次世界大戦末期にはナチズムに近い矢十字党が勢力を拡大し、ドイツへの協力を主張した。ルーマニア王国のファシスト運動鉄衛団は、1933年以降に政治的な支持を拡大し、1人の鉄衛団のメンバーが総理大臣のイオン・デュカを暗殺した。大恐慌の期間中に、ギリシャやリトアニア、ポーランド、ユーゴスラビアなどで、ファシズムから要素を借りた各種のパラ・ファシスト（ファシスト類似）の政府が創立された。
大恐慌の間、ムッソリーニは経済に対する積極的な国家の介入を推進した。彼は1914年に「超資本主義」を主張し始めたが、彼は現在の「超資本主義」を、退廃を主張して無限の消費者主義を支持して「人類の標準化」を作成するとの理由により誤りと糾弾した。しかしまたムッソリーニは、初期の「英雄資本主義」の経済発展は価値があり、生産的である限り私有財産を支持すると主張した。大恐慌の当初にイタリアのファシストは経済への大規模な介入を行い、産業再建機構（イタリア語: Istituto per la Ricostruzione Industriale、IRI）や、破綻した民間会社に国家資金を供給する巨大な国営の会社や持ち株会社を創立した。このIRIは1937年に恒久的な機関として創立され、国家的な閉鎖経済を作るというファシストの政策を追求し、軍需生産の最大化では私企業を超えた力を持った。ナチス・ドイツでも同様に、ドイツの鉄鋼産業が高品質の輸入された鉄よりも低品質のドイツの鉄を使用する事を強制されたなど、閉鎖経済や再軍備や強制的な保護貿易政策などの手段により経済政策が追求された。
1939年9月にドイツのポーランド侵攻により第二次世界大戦が勃発し、1940年には枢軸国側にイタリアも参戦し、戦時体制が強化された。1943年にムッソリーニは王党派などのクーデターにより失脚後、ドイツの支援によりイタリア北部でイタリア社会共和国を宣言し、反資本主義や社会主義を主張して企業の国営化を進めた。連合国は、平和と民主主義を守るための戦いと位置づけ（連合国共同宣言）、ファシズムと民主主義の戦いであるというスローガンが叫ばれた。1945年には枢軸国は降伏してその体制は解体され、ドイツではニュルンベルク裁判でナチスの戦争犯罪などが裁かれた。

## 思想の特徴

### ナショナリズム
ファシストは、共産主義者による「階級闘争」という概念に反対し、社会の基礎を「国家や人種の闘争」と見た。ファシストの国家の視点は、1つの組織された全体であり、人々をその祖先により結びつける、自然に統合された人々の力である。ファシズムは経済的、政治的、社会的な問題を解決するために、国家の再生である千年王国の達成や、他の全てを上回る国家や人種の高揚、団結の崇拝の推進、力や純粋さ、などを求める。ムッソリーニは1922年に以下を公言した。

元アイルランド共和軍(IRA)(注・IRA自体はファシズム団体には含まれないのが通例)活動家のコーポラティストで、アイルランド青シャツ党の創設者オウエン・オダフィは以下を述べた。

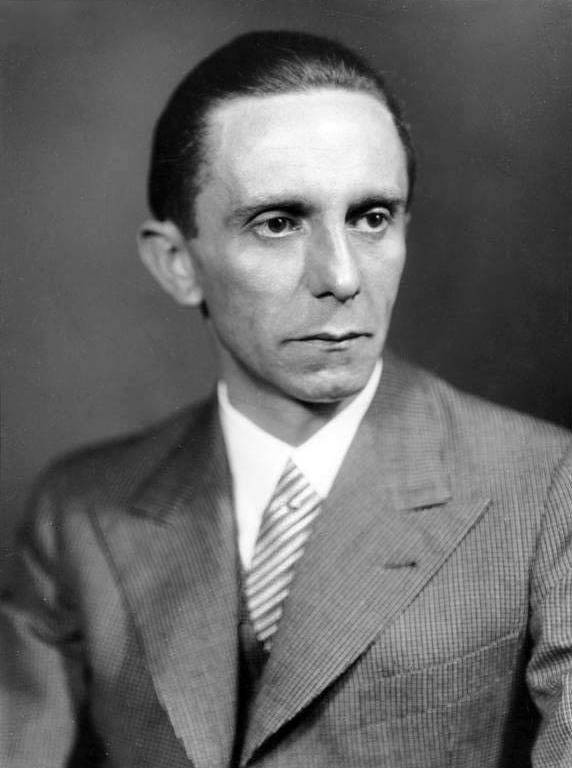
ヨーゼフ・ゲッベルス

ナチスのヨーゼフ・ゲッベルスは、ナチスと権威主義的なナショナリズムの関連を以下のように記述した。

### 保守主義
イタリアのファシズムの革命的な要因という相違にもかかわらず、保守主義の影響もイタリアのファシズムの強力な要因の1つとなった。家族や、土地所有者の身分や、宗教への信仰などを強調するような共通の社会的伝統を含んだイタリアの保守主義は、他のイデオロギーよりも組織化された政治運動としては弱まっていたが、ファシズムにおいて特に重要な要素となった。

#### コラディーニ
有名なナショナリストの新聞「レグノ」(Regno)の記者で、イタリア・ナショナリスト協会(ANI)の設立者の1人でもあるエンリコ・コラディーニは、ナショナリズムを社会進化論と結びつけ、「鉄の人種法」によって外国からの影響の除去、帝国主義の追求、労働者の国家への組み込み、ブルジョワジーの再生などを含み、他方では「女性的な人道主義」、自由主義、民主主義、社会主義などへの反対を含んだ。コラディーニは「革命としての戦争」と「プロレタリアのナショナリズム」を提唱した。コラディーニはイタリアにおける革命的社会主義を、その反愛国主義や、反軍国主義、国際主義、階級闘争の主張などのために反対したが、彼や他のナショナリストはその革命的で征服的な精神には感銘を受け、1910年の ANI の会合では以下のように「プロレタリアのナショナリズム」への支持を宣言した。
コラディーニはまた、ジョルジュ・ソレルの「暴力論」を研究し、サンディカリスムとナショナリズムの間にはいくつかの思想的な相違があるにもかかわらず、彼は「国家の波打ち際で停止して、更に先には進まないようなサンディカリスム」を熱望する、と発言した。

#### ロッコ
ANI出身でファシストとなった他の保守的なナショナリストには、重要な経済理論家のアルフレッド・ロッコがいた。ロッコは経済的なコーポラティズムの提唱者で、経済の国力を強化し労働組合のストライキを禁止して国家の監督と仲裁のもとで経営者と労働者に交渉するよう指図したイタリアでのファシストの経済政策の設計の中心人物だった。ロッコの経済政策は、組織化された労働と彼らが労働者に与えた限定的な権利によって異議を抑制するという保守的な義務と考えられ、結果的には組織化された労働に関連したファシストの多くによってこの政策が敵視された。ロッコはファシスト時代のイタリア司法省大臣となり、ファシズムが構築中の「保守革命」について、多元主義や独立的な構想や大衆による政治変革の試みなどに抵抗する一方で、政策を作成するエリートによって実現される、政治変革の制御と支持された秩序、と説明した。王制などの伝統的な制度に譲歩したイタリアのファシストの複数の党派は、イタリアの政府の基礎として完全なファシズムの陣営化を望んだ民兵の黒シャツ隊などの強硬路線の「非妥協派ファシスト」による抵抗に直面した。

### 権威主義
ファシストの運動の多くは、全体主義国家の構築を支援する。ムッソリーニは「ザ・ドクトリン・オブ・ファシズム」で以下を記した。
いくつかの主張では、ファシズムの全体主義の試みにもかかわらず、ファシズムはムッソリーニを取り巻く個性によって権威主義的な狂信的集団となった、とした。
ナチスの政治的理論家のカール・シュミットは著作「全体国家の法的基礎」で、ナチスの意図を「ドイツの民衆を個々に引き裂く破滅的な多元主義」を避けるための「全ての多様性を超えた政治的統一の全体性を保障する強い国家」の構築と記述した。
日本のファシストである中野正剛は、民主主義を「その精神を失い、人類の本質を考慮せずに単に数字上の優位のみに固執する1つのメカニズムに堕落した」とし、イタリアやドイツのモデルを「民主制よりも民主的な政府の1形態」として、日本がそれに追随するよう主張した。
ファシズムの権威主義的な要素の鍵は、国家や民族の最上位のリーダーへの支持であり、彼らはしばしば単純に「リーダー」（指導者）や、イタリア語では「ドゥーチェ」（総帥など）、ドイツ語では「フューラー」（総統など）、スペイン語では「カウディーリョ」（統領など）、クロアチアでは「en:Poglavnik」、ルーマニア語では「en:Conducător」などの類似の敬称が使われた。国を支配しているファシズムのリーダーは、イタリアの王のヴィットーリオ・エマヌエーレ3世の元で権力を握ったムッソリーニのように、必ずしも常に国家の元首ではないが、政府の長であった。

### 社会進化論
ファシストの運動は通常、国家や人種や社会の視点に社会進化論を持つ。彼らは、国家や人種の永遠の闘争と定義された世界で生き延びるためには、社会的または生物学的に弱いまたは退化した国家や人種は滅び、強い人々の国家や人種は発展すると主張する。

イタリアのファシストの哲学者のジョヴァンニ・ジェンティーレは著作「ファシズムの起源と宣言」(The Origins and Doctrine of Fascism)で、進歩の行為の衝突の概念を推進し、「人類は分割によってのみ進歩し、進歩は一方が他方と衝突し勝利する事を通じて達成される」と述べた。アルフレッド・ロッコは、この衝突は不可避と主張して以下発言をした。
ドイツではナチスが社会進化論を、ドイツ国家における彼らの人種差別主義の概念の推進に使用したが、それには現在も人種間で行われている競争や衝突である「人種闘争」で、アーリア民族やアーリア民族に必要なものが勝利する、というナチスの信じる概念が含まれた。彼らはドイツのアーリア民族が、彼らが弱いとみなした民族を抹殺する事によって強化される事を試みた。最終的には1930年代後半からT4作戦が開始され、約275,000人のドイツ人や非ドイツ人の障害者や高齢者の市民が、一酸化炭素ガスを使用して組織的に殺害された。

### ファシズムとナチズム
ナチズムはドイツでアドルフ・ヒトラーに率いられた政治運動で、広義にはファシズムの1形態とみられている。ナチスは極端な国家主義や軍国主義、反共主義、反資本主義などをイタリアのファシストと共有し、ヒトラーはムッソリーニを敬愛して、イタリアのファシストが使用したローマ式敬礼を真似してナチス式敬礼の基礎ともした。
しかしながら、ナチスは元々のファシストの概念に、人種差別主義や反ユダヤを追加した。イタリアのファシストは当初は人種差別に関心を持っていなかったが、1930年代までにはイタリアのアフリカ植民地で強硬な白人至上主義のドクトリンを採用した。1930年代の初期にはイタリアのファシストとナチス・ドイツの間には、ドイツによるオーストリア合邦（アンシュルス）や、更に強力な「大ドイツ」の問題で緊張が存在した。イタリアのファシズムはヒトラーの権力の増大とドイツとの同盟の必要性への回答として、反ユダヤのレトリックを徐々に採用し、最終的には反ユダヤの政策を採用した。

### 保守主義
ファシストは、近代化（特に自由主義と社会主義）の力に対して、社会秩序や伝統的な価値、国民の文化、文明化などをしばしば主張した。同時にまたファシストは、政策への急進主義的な新しいアプローチの提案や、社会を変革できる新体制の政府を主張した。このようにファシズムは、保守主義と急進主義の両方を試みた。ムッソリーニは「私は反動的であり、革命的である」と述べた。
第一次世界大戦はヨーロッパに大量の社会変革をもたらし、ドイツ帝国やオーストリア＝ハンガリー帝国、ロシア帝国、を含む伝統的な王政を消滅に導いた。戦前のヨーロッパでは政治的や経済的や知的なエリートで、それ自体が危機だと気がついた人々を、強力な支持者として保守主義が引きつけた。中央および西ヨーロッパの既成のエリートは、普通選挙の導入や、伝統的な社会階層の崩壊や、古い複数民族の帝国におきかわる国民国家の創設によって、弱体化されるか無力にされた。同時に、特に地方の小作農や熟練工などの人口のいくつかの階層が、近代化の将来や、社会の流動性の増加、福祉国家の創設などに脅威を感じた。更に続く十月革命では、労働者階級が蜂起して共産主義の内乱となる脅威を感じた。通常はこれらの階層は伝統的な保守を頼ってきたが、しかし伝統的な保守政党は戦争の余波で非常に弱体化したため、右の政治的な空白が発生した。
この政治的な空白はファシスト運動の台頭により埋められた。彼らは力を得て、より古い保守的な階級から支援を受け、場合によっては伝統的な保守政党からの直接支持も得た。
ファシズムはまた大衆運動で、特に下層の中産階級や、熟練工、小作農などの一般大衆から、一般人のメンバーを引きつけた。これらの人々の多くは保守的な経歴からは来ておらず、彼らの一部は古典的自由主義に強く影響を受けていた。その投票者に、ファシズムは自分自身を、エリートと一般人の利益を調整できる新しく革命的な保守主義として提示した。ファシストのイデオロギーは、社会の不平等と階層が富裕者と貧者ともに利益でありうるという階級協調の概念を強調した。ファシストのコーポラティズムのモデルは、伝統的な王政でのものとは相違があるが、いくつかの基本原則の基礎と位置づけられた。

アドルフ・ヒトラーは1937年に以下を公言した。

### ファシズムと全体主義
全体主義は政治学で使用される用語で、人間の全ての側面を支配する目的を持つイデオロギーやシステムを指す。20世紀より前では、中央の政府がその市民の大多数の情報をリアルタイムに収集可能なほどには通信は高速ではなく、全てに行き渡るプロパガンダの存在を可能にするほどにはマスメディアは開発されておらず、比較的少数の武装した兵士がより多数の非武装の大衆をコントロールできるほど武器は効率的ではなかった。20世紀にこれらの技術的な障壁が崩れ、全体主義的な政府が可能となった。多くの著者は全体主義的な政府は20世紀に登場したと論じるが、しかし「どの」政府やイデオロギーが全体主義的かは合意が存在しない。ナチズムとスターリニズムは、全体主義であると最も多く考えられている2つのイデオロギーである。アドルフ・ヒトラーとヨシフ・スターリンは、「左右の全体主義」の指導者の典型例として最も多く挙げられている2名の人物である。彼らは反共主義と共産主義というイデオロギー上は対立しながらも組織構造は類似し、彼らの国で絶対的な権力を握り、彼らの周囲に個人崇拝を築き上げ、極端な形での検閲や警察国家政策、大量虐殺など同様の手段を使用し、時には互いに手を携えることもあった。1920年代初頭、ヨーゼフ・ゲッベルスとオットー・シュトラッサーらナチス左派は、ボルシェヴィズムを国民社会主義のロシアでの一形態とみなし、ヴェルサイユ体制に対抗するためソビエト連邦との同盟を志向していた。しかしヒトラーは1926年2月のバンベルク会議で彼らの提案を却下した。ナチスドイツとソビエト連邦はポーランドなどに対する共同戦線を張り、第二次世界大戦の引き金となった独ソ不可侵条約を締結したが、ナチスドイツは後に蜜月を破ってソ連に侵略し、これに対してソ連は連合国側に加わってナチスドイツを攻め滅ぼすこととなった。(独ソ戦)

## 政策

### 社会的干渉主義
ファシストの運動は通常、国家の利益を推進するために、社会的干渉を是認する。ファシストは、彼らの目指す変革された社会の一部として「新しい人」や「新しい市民」を作ると発言した。障害者など不適切とみなされた出産の中絶や、文化への干渉を行った。

### 経済政策
ファシストは彼らのイデオロギーを、資本主義とボリシェビズム（共産主義）の間の「第三の道」と宣伝した。ファシストは経済政策では、自由放任の資本主義などの凶暴な個人主義や、国家社会主義(state-socialism)による厳格な管理に対して、その両方より優れたと信じる「第三の位置」を支持した。
イタリアのファシズムはコーポラティズムを含み、経済を含めた政治体制は、国家レベルの公式な仕組みによって、雇用主や労働者や国家官僚が共同的に管理された。イタリアや他の多くのファシスト運動はコーポラティストの経済を推進し、それによって理論上は、国家の利益に貢献する、労働関係の調和と生産の最大化の両方を実現するための、部門別の会社の中の資本家と労働者の利益集団の協業を表現する。ただしナチズムなど他のファシスト運動やイデオロギーでは、この経済形態は使用されなかった。
ファシストは新しい国家的な、階級を基本とした経済体制を提唱し、それは「国家コーポラティズム」や「国家社会主義」や「国家サンディカリズム」などの異なった名称で呼ばれた。全てのファシスト運動の共通の目的は自治の除去で、場合によっては既存の大規模な資本主義の除去だった。
ファシストの政府は私有財産を含めた統制を実行したが、国有化はしなかった。経済政策は職業別の労働組合を、国家や党が統制する労働組合に集約するなどの、強力な国家権力と広範なイデオロギーによって実施された。イタリアのファシストとドイツのナチスの両方は自給自足の「閉鎖経済」を、莫大な経済計画を通じて構築する試みを行ったが、しかしいずれも経済的な自給自足には至らなかった。
ファシズムは労働者階級の労働者を、彼らの発生させたコーポラティズム的で社会主義的でサンディカリズム的な路線に統一する事を支援し、強力な労働者の国家を作ることを推進したが、労働者階級の国家ではない。イタリアのファシズムの経済はコーポラティズムを基本とし、他の多数のファシスト運動も類似のコーポラティズムを推進した。

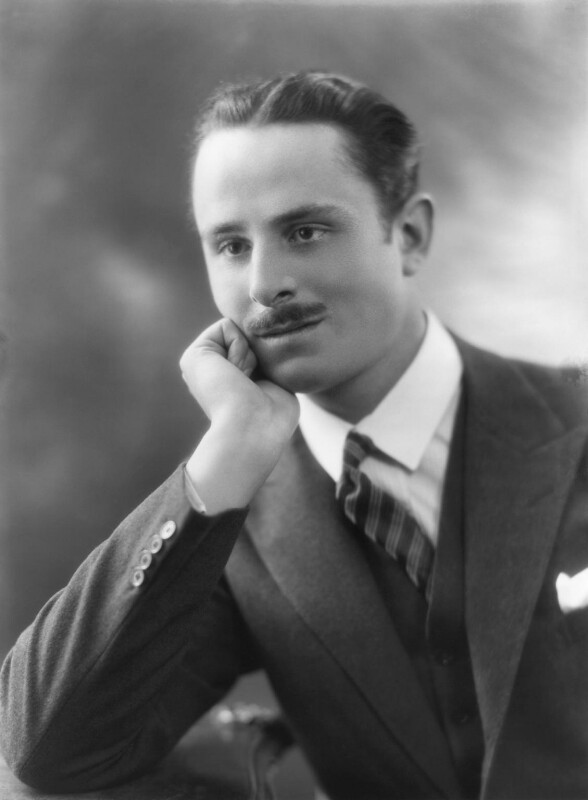
オズワルド・モズレー

イギリスファシスト連合のオズワルド・モズレーは、ファシストのコーポラティズムを「それは人間の身体のような組織された国家を意味し、それぞれの器官はその個々の機能を遂行するが、全体として協調して動く」と述べた。ファシストは小ブルジョアまたは小規模事業者には敵意がなく、彼らは労働者を含めた集団と、上流階級のブルジョアや巨大事業者やマルクス主義からの防衛を約束した。これらの集団の推進は、ファシズムを意味する「中道の過激主義」(extremism of the centre)という用語の源となった。
ファシズムは資本家や自由民主主義者を、階級闘争を作り出し、搾取により共産主義者を作り出すとして非難した。
ファシズムは、大恐慌の発生前の時代に支配的となった自由放任の経済政策に反対した。大恐慌が始まった以降は多くの民衆が政治的スペクトルを超えて、自由放任の資本主義を非難し、ファシズムは彼らのイデオロギーを資本主義と共産主義の間の「第三の道」（第三の位置）として推進した。
ファシストの思想では、私有財産は「個人の利益の前に、共同体の利益」を確実にするための規制が行われるべきとする。私有財産権は認められるが、国家への貢献を条件とされた。例えば「ある農場主が羊や雇用を減らすか小麦を値上せざるを得ない場合、彼の利益より雇用」である。しかしながら、彼らは成功した小規模事業者の利益は推進した。ムッソリーニは、利益は働いて生産した人々から持って行かれるべきではない、と書き、以下のように述べた。

### 社会福祉
ムッソリーニは、イタリアの民衆を「再作成」する「社会革命」を約束した。Patricia Knight によると、これは部分的にのみ達成された。イタリアのファシストの社会政策から最も利益を得た人々は中流階級と下位中産階級の構成員で、彼らは政府が創出した巨大な労働力により就業でき、1930年のみで約50万から100万人分の職が増加した。健康と福祉の支出はイタリアのファシズムのもとで劇的に増加し、予算に占める福祉の割合は1930年の 7% から、1940年には 20% に上昇した。

### 人種政策
ファシストは人種問題や人種差別問題では統一されていない。ムッソリーニは1919年の演説で、ロンドンやニューヨークのユダヤ人銀行家が人種の繋がりによってモスクワのユダヤ人と結託し、ソビエトの指導者の 80% がユダヤ人だとして、ソビエト連邦を非難した。1920年の彼の自伝で、彼は「人種と魂は我々全ての上に強く影響する」と書き、第一次世界大戦について「ヨーロッパの衝突は国家の利益の衝突だけではなく、人種の優位の可能性の衝突と見る者がいる」と言った。1921年のボローニャの演説では、ムッソリーニは「ファシズムは、深遠や、我々アーリア人種や地中海人種の永続的な必要から生まれた」と公言した。ムッソリーニは、アフリカやアジアの人種達とは対照的に、白色人種の出生率が低い事を懸念した。1928年に彼はアメリカ合衆国の黒人の高い出生率と、ニューヨークのハーレムなどの特定の地域では人口で白人を超えている事を記した。彼は彼らの成長する力への貢献として、アメリカ人の白人との比較で彼の人種上の重要な懸念を記述した。白人の低い出生率の問題に関して、ムッソリーニは1928年に以下を述べた。
ブラジルなど南米のファシズムに類する運動では、統合主義に基づき異なる人種を統合・融和して、統一された「国民」の創生を主張する団体も見られた。とくに、ブラジルのヴァルガス政権は第二次世界大戦中には移民に対する外国語教育や外国語新聞の発行を禁止し、公用語であるポルトガル語のみの使用を強制する等、移民をブラジル国民として同化させていく政策を行なった。

### 宗教政策
ファシズムの宗教政策は、迫害や非難や協力や取り込みなど、全域にかけて実施された。

ムッソリーニの伝記作家によると「最初はファシズムは猛烈な反カトリックで、人々の心を支配的にする上で教会は競争相手だった」。ムッソリーニは本来は無神論者で、反カトリックの文書を出版し、教会の資産の没収を計画したが、最後には妥協した。ムッソリーニは政治的な正当性のためにラテラノ条約を締結してローマ・カトリック教会を支持し、苦しい議論はあったがバチカンからファシスト党の統治が受け入れ可能との公式見解を得た。イタリアではプロテスタントはカトリックほどの影響力は無く、少数派のプロテスタントは迫害された。ムッソリーニの内務省副大臣のグイード・ブッファリーニ＝グイディは、イタリアのプロテスタントやエホバの証人の全て礼拝所を閉鎖する指示書を発行し、彼らの指導者は投獄された。いくつかの場合では、人々は彼らの信仰によって殺害された。
ヒトラーやナチスの統治では、キリスト教の彼ら自身のバージョンとして積極的キリスト教を試みた。その聖書の解釈には大きな変更があり、イエス・キリストは神の子で、ユダヤ人ではなかったと主張した。更にキリストはユダヤ人を軽蔑し、ユダヤ人はもっぱら彼の死を願ったと主張した。しかし1940年に、ヒトラーは積極的キリスト教のシンクレティズムな概念を放棄した。
イタリアやドイツのそれらがキリスト教とは微妙な関係にあったのに較べ、スペインやポルトガルなど、カトリックの影響が強いイベリア半島では当初からファシズム勢力と教会の関係は密接であった。とくにスペインのフランコ体制（フランキスモ）は教会を支配体制に巧みに組み込んでおり、「教権的ファシズム」と呼ばれる独特の体制が生まれた。ポルトガルのエスタード・ノヴォもスペイン程ではないものの、権力の源泉としてカトリックを尊重しており、当初から教会とは良好な関係を築いていた。
一方、スペインやポルトガルを旧宗主国とする南米諸国でのファシズム運動は、旧宗主国に較べれば良好とはいえず、アルゼンチンのフアン・ペロン政権は旧勢力としての教会と政策面（離婚の合法化など）で衝突する事もあった。

### ファシズムと植民地独立運動
シリア、レバノン、インド、ナミビア、南アフリカなどでは、ファシズムをバックボーンとした植民地独立運動が発生した。これらは、ファシズムの掲げる「鉄の規律と団結」によってのみ独立は勝ち取れる、と考えられたためである。また、ナミビアや南アフリカのそれは、イギリス系の南アフリカ連邦の統治下におかれたアフリカーンス（ドイツ系およびオランダ系移民）の不満を背景としたものであった。ナミビアや南アフリカのアフリカーンスの中には、ドイツの武装親衛隊に志願して入隊した者達もいたという。
1930年代におけるシオニズム運動の中にも、イタリアのファシズムに強い影響を受けた少数の分派が出現している。
これらはファシズムそのものというよりは、ファシズムの持つ協調主義や（いわゆる黒シャツ隊のような）軍隊式の組織論などの要素が独立運動に取り入れられたケースがほとんどである。
ただし、当時のドイツ及びイタリアは論理的にも現実的にもこれらの運動への支援には（直接的・現実的な利害がからむバルカン諸国の運動組織やスペイン内戦を除けば）消極的であり、大きな潮流となる事は無かった。
反面、イタリア・ドイツと直接的な関係がほとんど無かったため、レバノンやシリアのように第二次世界大戦後も存続した組織もある（バルカン諸国のそれらは実力で壊滅させられ、大戦後には旧構成員は摘発や迫害の対象となった）。ただし、いずれの組織も思想的にはファシズムの色彩は次第に薄れてゆき、民族主義や社会主義、保守主義、反共主義、汎アラブ主義の色彩が強くなっていった。また、アルゼンチンのぺロニスタのように、第二次大戦後に最盛期を迎えた運動もあった。

## 源流
ファシズムは政治的スペクトルをまたがる多数のイデオロギーを基礎にしている。

### プラトン
ムッソリーニはプラトンの著作に大きな影響を受けた。プラトンは「国家」（紀元前380年）で、社会の政治や安全保障などの全ての管理を実行する事を許された、高度な教養と知性を持つ哲人王による、少数のエリートにより支配される体制を提唱した。この議論は、ファシズムの推進する優秀なリーダーと一党制国家によるエリート支配の概念に影響を与えたと考えられている。同様にヴィルフレド・パレートが支持した、少数のエリートに率いられる寡頭制の政府という思想もファシストに影響を与えた。ムッソリーニとマルゲリータ・サルファッティ(en:Margherita Sarfatti)は、プラトンとパレートをファシズムの継続的な変革の特徴の源として位置づけた。彼らは、運動や概念における欠点の収集は、イデオロギーを更新し、堕落や陳腐化することを避けることができると主張した。

### カエサル
ムッソリーニはユリウス・カエサル（ジュリアス・シーザー）を、彼の独裁や全体主義のモデルとした。ムッソリーニはカエサルへの個人的な尊敬を記述し、カエサルを「戦士の解決と賢人の機略」と呼んだ。ファシストによる1922年のローマ進軍は、カエサルとその軍団がローマ権力を奪取した紀元前49年のルビコン川越えの再現を意図したものである。ムッソリーニはローマ進軍で権力を握った少し後にフォロ・ロマーノに行き、廃墟の前に立ちカエサルに敬意を表した。イタリアのファシスト政府はカエサルを国家の英雄とし、イタリア中に多数のカエサルの像が建設された。

### マキャベリ
ムッソリーニはマキャヴェッリの「君主論」を学び、1924年にボローニャ大学でその論文を書き、マキャベリを有能な指導的政治家で思想家として賞賛した。ムッソリーニはマキャベリの「君主論」の概念を国家の化身と位置づけ、大多数の民衆は自己中心的で非論理的な傾向を持つというマキャベリのネガティブな概念に共感した。ムッソリーニはマキャベリと同様に、民衆は彼ら自身を統治する事には不適切なため、彼らの生活を指示するリーダーシップが必要と主張した。

### ホッブス
ファシズムは、ホッブズの「リヴァイアサン」で描かれた絶対君主制の政治的概念に大きな影響を受けたとも考えられている。

### ヘーゲル
ファシズムはヘーゲルの理論から影響を受けている。マルクス主義もヘーゲル学派から影響を受けたが、ファシズムはマルクスが取り上げなかったヘーゲル学派の要素を重視した。マルクス主義はヘーゲル学派の合理主義や経験主義の要素に焦点を合わせたが、ファシズムはその精神主義の要素に焦点を合わせた。ファシズムのヘーゲル学派からの影響は、ヘーゲルの国家への積極的な認識と彼のコーポラティズム的な有機体論を賞賛するナショナリズム的なイタリアの新思考運動に結びついた。ファシズムの主要な哲学者の1人であるジョヴァンニ・ジェンティーレはヘーゲル主義者だった。ジェンティーレは、ヘーゲル主義に固執しすぎてファシズムやムッソリーニに多大な忠誠を払う何人かのファシストによる批判に直面した。第二次エチオピア戦争の後でジェンティーレは崩壊した国家ファシスト党(PNF)に影響を与え、ムッソリーニに中央集権化の哲学的影響を与えた。

### ニーチェ
ムッソリーニは、フリードリヒ・ニーチェの「超人」の概念や彼の危険な生存のテーマに影響を受けたが、ニーチェの概念を採用して政治的実践に取り込んだイタリアのナショナリストのガブリエーレ・ダンヌンツィオもまた尊敬した。ダンヌンツィオはニーチェのテーマをイタリアに持ち込む重要な役割を果たした。ニーチェと同様に、ダンヌンツィオはルネサンスを「超人」が支配する1つの時代で、退廃した貴族の力は解体すると着想した。ニーチェとダンヌンツィオとムッソリーニは全て、キリスト教やブルジョワジーや民主主義や改良主義の政策を軽蔑した。ダンヌンツィオは、知性や、力の崇拝や、民主制への反対の貴族を基礎とした新しい国家の創設を支持した。彼は、ニーチェのテーマを実証する最良のイデオロギーは、攻撃的なナショナリズムであると信じた。第一次世界大戦の間、ダンヌンツィオはイタリアのナショナリストに民族統一主義のテーマを喚起し、イタリアはローマ帝国の後継者だと主張した。ファシストとなる前はムッソリーニは社会主義者で、ニーチェの反キリスト教の概念や神の存在の否定の影響を受けていた。ムッソリーはニーチェを、行動の哲学を掲げたジャン＝マリー・ギュイヨーとも似ていると見た。ムッソリーニはニーチェを使用したが、ニーチェはエリート主義の推進や反平等主義の視点を持つため、ムッソリーニは非常に異端の社会主義者となった。ムッソリーニは、マルクス主義の決定論や社会民主主義の改良主義の破綻のために社会主義はつまずいたと感じ、ニーチェの理念が社会主義を強化すると信じた。1900年代までにムッソリーニは、ニーチェの「超人」の概念と反平等主義に賛成し、マルクス主義と平等主義を捨てたと示唆する文書を書いた。しかしファシストとは異なり、ニーチェは国家を敬愛せず、彼の著作「ツァラトゥストラはこう語った」で彼は国家について「全ての怪物の中で最も寒い」と述べた。

### ガリバルディ
ムッソリーニは、父のアレッサンドロ・ムッソリーニ(en:Alessandro Mussolini)から重要な影響を受けた。アレッサンドロ・ムッソリーニは、カルロ・ピサカーネ(en:Carlo Pisacane)やジュゼッペ・マッツィーニやジュゼッペ・ガリバルディなどの、ヒューマニズムの傾向を持つ19世紀のイタリアのナショナリズムを偶像化した革命的社会主義者だった。アレッサンドロ・ムッソリーニの政治的展望は、カール・マルクスや、カルロ・カフィエロ(en:Carlo Cafiero)やミハイル・バクーニンなどのアナキストと、ガリバルディの軍事的な権威主義や、マッツィーニのナショナリズムなどの視点と結合された。1902年のガリバルディ死去記念日で、ムッソリーニは公式演説を行い共和主義的ナショナリストとして賞賛した。

### シュペングラー

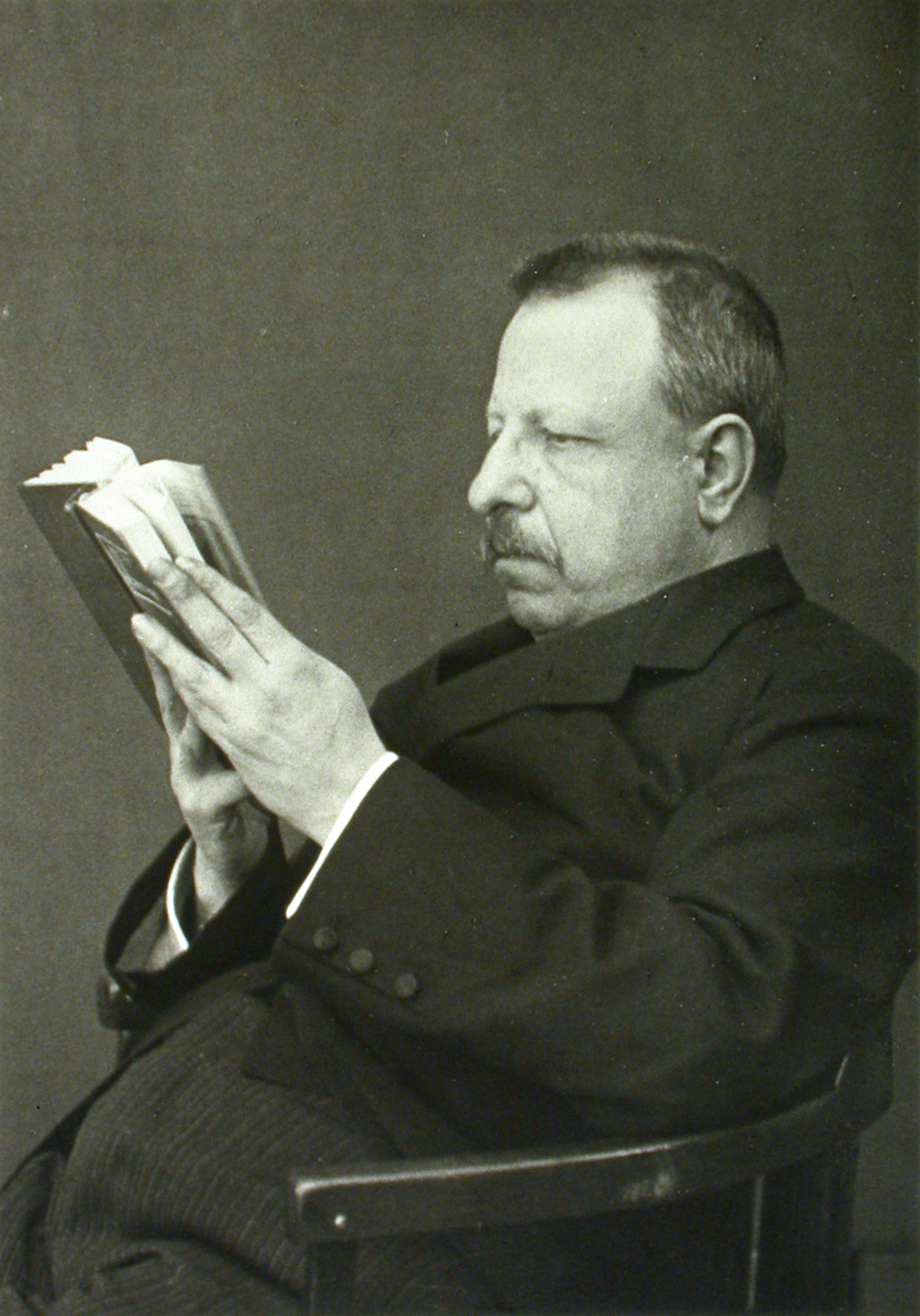
ベネデット・クローチェ

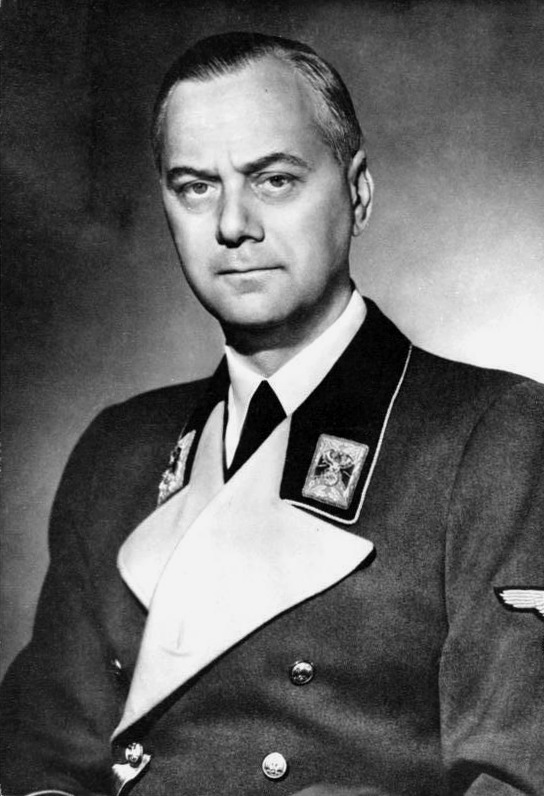
アルフレート・ローゼンベルク

著作「西洋の没落」で知られるオスヴァルト・シュペングラーの文化は誕生して成熟し年を重ねて、文明の最終形態に達した時には滅びるという文化の歴史的発展の法則理論もファシズムに影響を与えた。シュペングラーは文明がある地点に達した時、「野蛮人」による危機によって新世代を作るまでは、文化はその創造的な能力を失って退廃に陥るとし、西洋を知性や経済やコスモポリタンな都会や無宗教の生活、原子化（最小化）された個人主義、生物学的および「精神的」な繁殖力の死、などの退廃への屈服と見た。彼は、帝国的な力を持った「若い」ドイツ国家が古代ローマの遺産を継承して「血統」と本能の価値の復活を導き、他方では合理主義の理念は馬鹿げていると信じた。「Der Mensch und die Technik」や「Preussentum und Sozialismus」や「Year of Decision」などのシュペングラーの他の著作はファシスト達に高く評価された。シュペングラーの理念は、ムッソリーニやベネデット・クローチェやアルフレート・ローゼンベルクらによって賞賛された。しかしファシストはシュペングラーの著作を尊敬した一方で、典型的には彼の宿命論や悲観主義は拒絶した。シュペングラーの確固とした反マルクス主義の視点」はムッソリーニに深く印象を与えた。
イタリアのファシストのコッラド・ジニは、住民は誕生し成長し朽ちていくという循環を経るというシュペングラーの理論を使用して、最上のレベルの国家は高い出生率を持つが、徐々に上流階級では出生率は低下し、他方の下層階級では力のあるメンバーの他国への移住や戦死や上流階級への移動などにより必然的に枯渇すると考えた。ジニは、もし国家が抵抗を受けずにこの道を継続的に進めば、出生率の低下や文化的成果の減少や帝国的な征服の欠乏など、最終的には退廃した段階に入り退化し、その時にその高齢化した国民を持った退廃した国家は、より若く活力のある国家によって圧倒され制圧されうる、と主張した。

## 種類と派生
学者によってファシストと認識される運動には色々な種類があり、何をファシズムと定義するかはしばしば議論となっている。ファシストと自己定義したオリジナルの運動はベニート・ムッソリーニと彼のファシスト党である。ジョヴァンニ・ジェンティーレなどの知識人達がザ・ドクトリン・オブ・ファシズムを作成して思想を構築した。しかしオリジナルのファシズムから派生した潮流の多くは、ファシズムという用語を広い意味で使用したり、別の名称で党派の自己定義を行った。主要な例にはスペインのファランヘ党、ラテンアメリカなどの統合主義、ルーマニアの鉄衛団、ドイツなどのナチズムなどがある。

### 一覧
各国・各地域の主なファシズム政党や運動の一覧は以下である。上述のようにファシズムの定義や範囲には多数の議論があり、多くの学者の間での合意は無いが、ここでは便宜上、一覧表の「分類」は以下の分類で記載した。
| 分類               | 内容 |
| ------------------ | --- |
| ファシスト（自称） | 党名で公式に「ファシスト」「ファッシ」「ファシズム」を掲げたもの（以下のネオ・ファシズムを除く）                                 |
| ファシスト（類似） | 党名で公式に「ファシスト」または「ファッシ」または「ファシズム」を掲げていないが、多くの学者から「ファシスト」と呼ばれているもの |
| ナチズム（自称）   | 広義のファシズム。党名で公式に「国家社会主義」(national socialism)を掲げたもの（以下のネオナチを除く）                           |
| ナチズム（類似）   | 広義のファシズム。党名で公式に「国家社会主義」(national socialism)を掲げていないが、多くの学者から「ナチズム」と呼ばれているもの |
| ネオ・ファシズム   | 広義のファシズム。第二次世界大戦終結後に設立されたネオ・ファシズムやネオナチ                                                     |
| その他             | ファシストの特徴をある程度持っているが、多くの学者は「ファシズム」ではないとしているもの                                         |

| 分類               | 国・地域                                  | 党・運動                                                                                | 成立        | 消滅  | 備考 |
| ------------------ | ----------------------------------------- | --------------------------------------------------------------------------------------- | ----------- | ----- | --- |
| ファシスト（自称） | イタリア王国                              | イタリア戦闘者ファッシ                                                                  | 1919        | 1921  | ムッソリーニが設立。 第一次世界大戦の参戦を主張してイタリア社会党を除名されたサンディカリストらが参加。 ファシスト党の前身。 |
| ファシスト（自称） | イタリア王国                              | ファシスト党(PNF)                                                                       | 1921        | 1943  | ムッソリーニがイタリア戦闘者ファッシを改称。 最初に党名で「ファシスト」を掲げた政党。 1922年に政権獲得。 |
| ファシスト（自称） | イタリア王国                              | 共和ファシスト党(PFR)                                                                   | 1943        | 1945  | イタリア社会共和国でムッソリーニが設立。 前身はファシスト党。 第二次世界大戦後のイタリア社会運動に影響を与えた。 |
| ファシスト（自称） | ルーマニア                                | ルーマニアファシスト党                                                                  | 1921        | 1923  | 少数で短命のファシスト政党。 コーポラティズム、土地改良、農業協同組合などを主張した。 イタリア・ルーマニア文化経済運動と合流して国家ファシスト運動となった。 |
| ファシスト（自称） | ルーマニア                                | 国家ファシスト運動                                                                      | 1923        | 19??  | ルーマニアファシスト党とイタリア・ルーマニア文化経済運動が合流して結成された。 |
| ファシスト（自称） | サンマリノ                                | サンマリノファシスト党                                                                  | 1923        | 1943  | Giuliano Goziが設立。 |
| ファシスト（自称） | イギリス                                  | イギリスファシスト党                                                                    | 1923        | 1935  | ロウサ・リントーン＝オーマンが設立。 反共、サンディカリスム、反ユダヤ主義などを主張。 |
| ファシスト（自称） | イギリス                                  | 帝国ファシスト連盟                                                                      | 1929        | 1940  | アーノルド・リースが設立。 小規模組織。 |
| ファシスト（自称） | イギリス                                  | イギリスファシスト連合                                                                  | 1932        | 1940  | オズワルド・モズレーが設立。 反共主義、保護貿易主義、コーポラティズムなどを主張。 |
| ファシスト（自称） | 満洲国                                    | ロシアファシスト党                                                                      | 1931        | 1945  | 白系ロシア人の団体。 下部団体としてロシア女性ファシスト運動(en、RGFD)など |
| ファシスト（自称） | オランダ                                  | オランダファシスト連盟                                                                  | 1932        | 1934  | オランダの少数政党。 「民族ファシズム」や「コーポラティズム的中央集権」を主張。 一部がブラックフロントを結成。 |
| ファシスト（自称） | 日本                                      | 日本ファシズム連盟                                                                      | 1932        | 19??  | 福士幸次郎、岩崎純孝らが結成。 |
| ファシスト（自称） | カナダ                                    | カナダファシスト連合                                                                    | 1934        | 1939  | カナダ国家社会主義党の一部メンバーが結成。 イギリスファシスト連合と連携しコーポラティズムを主張。 |
| ファシスト（自称） | アルバニア                                | アルバニアファシスト党(PFSh)                                                            | 1939        | 1944  | 1943年に「大アルバニア防衛」、更に「アルバニア国家社会主義党」に再編。 |
| ファシスト（自称） | アイルランド                              | 青シャツ隊                                                                              | 1932        | 1933  | 元IRAメンバーで警察長官だったオウエン・オダフィが結成。 本文参照 |
| ファシスト（自称） | アイルランド                              | 国家統合党（緑シャツ隊）                                                                | 1934?       | 1944? | 青シャツ隊を解散させられたオウエン・オダフィが結成。 スペイン内戦にフランコ側援軍として参戦。 本文参照 |
| ファシスト（類似） | 日本                                      | 皇国青年党                                                                              | 1925        | 19??  | イタリアのファシズム運動を日本に紹介した下位春吉が主宰。 |
| ファシスト（類似） | クロアチア                                | ウスタシャ                                                                              | 1929        | 1945  | アンテ・パベリッチが設立。 クロアチア独立国を設立。 |
| ファシスト（類似） | フィンランド                              | ラプア運動                                                                              | 1929        | 1932  | 反共主義運動 |
| ファシスト（類似） | ベルギー                                  | レクシズム                                                                              | 1930        | 1945  | レオン・ドグレル(fr)が設立。 1935年より政党。 |
| ファシスト（類似） | フランス                                  | ブルトン国家党                                                                          | 1931        | 1944  | ブルトンのフランスからの独立を主張。 ナチスドイツと連携したとして禁止された。 |
| ファシスト（類似） | ブラジル                                  | ブラジル統合主義運動                                                                    | 1932        | 1937  | 統合主義を主張。 ファシストと呼ぶかは異論あり。 |
| ファシスト（類似） | 中華民国                                  | 藍衣社(三民主義力行社、または中華民族復興社                                             | 1932        | 1941  | 満州事変から1941年の連合国加盟まで中華民国の蔣介石はファシズムに傾倒し、党員にもファシストであることを要請した。 |
| ファシスト（類似） | オランダ                                  | ブラックフロント                                                                        | 1934        | 1941  | オランダファシスト連盟の一部が結成。 カトリックを強調。 1940年に「ナショナルフロント」に再編。 1941年にドイツにより禁止。 |
| ファシスト（類似） | スペイン                                  | ファランヘ党                                                                            | 1934        | 1977  | ホセ・アントニオ・プリモ・デ・リベラが設立。 ファシストと呼ぶかは異論あり。 第二次世界大戦後はファシズム色はほぼ失われ、フランコ独裁政権下の翼賛政党となった。 |
| ファシスト（類似） | フランス                                  | フランス人民党(fr)                                                                      | 1936        | 1945  | ジャック・ドリオが設立。 |
| ナチズム（自称）   | フランス                                  | 国家社会主義党                                                                          | 1903        | 190?  | ピエール・ビエトリーが設立。 黄色社会主義を掲げてマルクス主義の階級闘争に反対し、階級協調やコーポラティズム、強力な政府、排外主義などを主張した。 社会主義政党だが「ファシズムの先駆」とも呼ばれている。                                                                                         |
| ナチズム（自称）   | イギリス                                  | 国家社会主義党                                                                          | 1916        | 1941  | ヘンリー・ハインドマンが設立。 マルクス主義政党だが第一次世界大戦では「プロシアの軍国主義」に対する参戦を支持し、愛国的な社会主義を掲げた。 |
| ナチズム（自称）   | イギリス                                  | 国家社会主義同盟(en)                                                                    | 1937        | 1939  | ウィリアム・ジョイスらがイギリスファシスト連合から離脱して設立。 |
| ナチズム（自称）   | オーストリア · チェコスロバキア           | ドイツ国家社会主義労働者党 (DNSAP)                                                      | 1918        | 1930  | 1903年結党のオーストリアの「ドイツ労働者党」(DAP, en)が前身(ナチス前身のDAPと同名だが別党)。 |
| ナチズム（自称）   | ドイツ国                                  | 国家社会主義ドイツ労働者党（ナチス、NSDAP）                                             | 1920        | 1945  | アドルフ・ヒトラーが指導。 前身はドイツ労働者党(DAP)。 1933年に政権獲得。 |
| ナチズム（自称）   | ドイツ国                                  | ドイツ独立国民社会党（Unabhängige Nationalsozialistische Partei Deutschlands 略称,UNS） | 1926        | 1927  | ナチ党ベルリン大管区から除名されたナチス左派、突撃隊によって結成された党内反対派 |
| ナチズム（自称）   | 日本                                      | 日本国家社会党                                                                          | 1931        | ?     | 国家社会主義を掲げた日本の政党。 国家社会主義の研究・実践指導団体であり社会民衆党の赤松克麿、「日協」関係の津久井龍雄らが共同で設立。 |
| ナチズム（自称）   | ルーマニア                                | 国家社会主義党                                                                          | 1932        | 19??  | Ştefan Tătărescuが結成し、ナチズムと類似の政策を掲げた。 |
| ナチズム（自称）   | ギリシャ                                  | ギリシャ国家社会主義党(en)                                                              | 1932        | ?     | George S. Mercouris (en)が設立。 |
| ナチズム（自称）   | ブルガリア                                | ブルガリア国家社会主義運動(en)                                                          | 1932        | 1944  | Aleksandar Tsankov (en)により設立。 |
| ナチズム（自称）   | スウェーデン                              | 国家社会主義国民党(en)                                                                  | 1926        | 1930  | |
| ナチズム（自称）   | スウェーデン                              | 国家社会主義労働者党(en)                                                                | 1933        | 1945  | |
| ナチズム（自称）   | スウェーデン                              | 国家社会主義連合(en)                                                                    | 1933        | ?     | |
| ナチズム（自称）   | フランス                                  | ブルトン国家社会主義労働者運動                                                          | 1941        | 1941  | ブルトン国家党より分裂。 ナチスドイツと連携したとして禁止された。 |
| ナチズム（自称）   | オランダ                                  | オランダ国家社会主義運動(NSB, en)                                                       | 1931        | 1945  | Anton Mussert (en)が設立。 |
| ナチズム（自称）   | オランダ                                  | 国家社会主義オランダ労働者党(NSNAP, en)                                                 | 1931        | 1941  | Ernst Herman van Rappard (en)により設立。 |
| ナチズム（自称）   | ハンガリー王国                            | ハンガリー国家社会主義党(hu)                                                            | 1937        | 1938  | ハンガリーの国家社会主義者が団結した政党だが、短期間で禁止。 1935年と1939年にも同名の政党が成立したが、いずれも禁止された。 構成員は後に矢十字党を結成した。 |
| ナチズム（自称）   | カナダ                                    | カナダ国家社会主義党(en)                                                                | 1934        | 1940  | |
| ナチズム（自称）   | チリ                                      | チリ国家社会主義運動(en)                                                                | 1932        | 1938  | |
| ナチズム（自称）   | アルバニア                                | アルバニア国家社会主義党                                                                | 1939        | 1944  | ドイツ占領下でアルバニアファシスト党より再編。 |
| ナチズム（類似）   | ルーマニア                                | 鉄衛団                                                                                  | 1927        | 1941  | コルネリウ・コドレアヌが設立。 反ユダヤ主義のナショナリズム運動。 1940年政権獲得。 |
| ナチズム（類似）   | ハンガリー王国                            | 矢十字党                                                                                | 1939        | 1945  | サーラシ・フェレンツが設立。 禁止されたハンガリー国家社会主義党の構成員らが参加。 1944年に政権獲得。 |
| ナチズム（類似）   | ナチス・ドイツ                            | 黒色戦線                                                                                | 1930        | 1945  | 国家社会主義ドイツ労働者党を除名されたナチス左派のオットー・シュトラッサーらによって設立された。 当初の名称は「革命的国家社会主義戦闘集団」。 |
| ナチズム（類似）   | 日本                                      | 社会大衆党                                                                              | 1932        | 1940  | 麻生久を党首とする無産政党。 民政党と政友会に対する第3極として社会主義建設、資本主義打倒を掲げていたが陸軍統制派・革新官僚に迎合・接近していき、国家社会主義的な政策を主張、後に大政翼賛会に合流し解散。                                                                                         |
| ナチズム（類似）   | 日本                                      | 東方会                                                                                  | 1936        | 1944  | 国民同盟を脱党した中野正剛によって結成された日本の国家主義政党。 「日本版ナチス」と言われ、会員は黒シャツ、腕章、赤ネクタイの制服を着用していた。指導者の中野正剛は元々大正デモクラット出身の近代派であり、日本の戦争指導体制や東條政権を正面から批判していた。                                  |
| ネオ・ファシズム   | 世界                                      | 国家社会主義者世界連合                                                                  | 1962        | 存続  | 世界のネオナチの連合団体 |
| ネオ・ファシズム   | ヨーロッパ                                | 新ヨーロッパ体制 (NEO)                                                                  | 1951        |       | ネオ・ファシストの連合団体 |
| ネオ・ファシズム   | ヨーロッパ                                | ヨーロッパ社会運動 (ESM)                                                                | 1951        |       | ネオ・ファシストの連合団体 |
| ネオ・ファシズム   | 欧州連合                                  | ヨーロッパ国民戦線                                                                      | 2004        | 存続  | 欧州連合加盟国内の国家主義・民族主義・ネオ・ファシズム政党からなる政党。 欧州議会で1議席を獲得。 |
| ネオ・ファシズム   | イタリア                                  | イタリア社会運動                                                                        | 1946        | 1995  | 共和ファシスト党からの影響が大きい。 後継の国民同盟は穏健化。 |
| ネオ・ファシズム   | イギリス                                  | 11月9日社会(N9S、en)                                                                    | 1977        |       | |
| ネオ・ファシズム   | スウェーデン                              | 白人アーリア抵抗                                                                        | 1991        | 1993  | |
| ネオ・ファシズム   | スウェーデン                              | 国家社会主義戦線(en)                                                                    | 1994        |       | |
| ネオ・ファシズム   | ノルウェー                                | ノルウェー国家社会主義運動(en、NNSB)                                                    | 1999?       |       | |
| ネオ・ファシズム   | ロシア                                    | 国家ボリシェヴィキ党(NBP)                                                               | 1992        |       | エドワルド・リモノフが設立。 当初の名称は国家ボリシェヴィキ戦線(en)。 ただし、過去のソ連型社会主義を肯定するなど、ネオ・ファシズムとは決定的に異なる側面もある。 下記のナーシとは対立関係にある。                                                                                                |
| ネオ・ファシズム   | アメリカ合衆国                            | 国家社会主義白人党(NSWPP)                                                               | 1959        | 存続  | ジョージ・リンカーン・ロックウェルが設立。 当初の名称はアメリカ・ナチ党。 |
| ネオ・ファシズム   | アメリカ合衆国                            | アメリカ国家社会党                                                                      | 1970        | 1981  | フランク・コーリンが設立。 |
| ネオ・ファシズム   | アメリカ合衆国                            | 国家社会主義運動(NSM)                                                                   | 1974        | 存続  | ロバート・ブランニンが設立。 白人ナショナリストの党として、白人の権利、ヨーロッパ文化伝統の保持、家族価値の強化、経済的自立、移民規制などを主張。 |
| ネオ・ファシズム   | 日本                                      | 国家社会主義日本労働者党                                                                | 1982        | 存続  | |
| ネオ・ファシズム   | 日本                                      | 国家社会主義者同盟                                                                      | 1991        |       | 篠原節が設立。 |
| その他             | フランス                                  | アクション・フランセーズ                                                                | 1905        | 存続  | 王党派のナショナリスト団体。 フランスにおけるファシズムと呼ばれる事がある。 |
| その他             | イタリア王国                              | 黒シャツ隊（ガブリエーレ・ダンヌンツィオ）                                              | 1919        | 1920  | 「ファシズムの先駆」とされる政治活動を行い、後のムッソリーニに影響を与えた。 |
| その他             | シリア、 レバノン等                       | シリア社会民族党(SSNP)                                                                  | 1932        | 存続  | 植民地独立運動の方法論としてファシズムを採用。 大シリア主義、アラブ社会主義等を掲げる。 |
| その他             | ポルトガル                                | エスタド・ノヴォ                                                                        | 1933        | 1974  | ポルトガルの長期独裁政権。 ファシズム的傾向を持ったパターナリズムとされる。 |
| その他             | ギリシャ                                  | 黄金の夜明け                                                                            | 1993        | 存続  | ギリシャの極右政党。 海外メディアはネオナチ政党としているが自らは否定。 2012年の総選挙では移民排斥を掲げ大躍進した。 |
| その他             | ウクライナ                                | 全ウクライナ連合「自由」                                                                | 1995        | 存続  | ウクライナの極右政党。 2014年ウクライナ騒乱後、ヤツェニュク暫定政権へ入閣した。 強硬なウクライナ民族主義と反共主義を掲げ、海外メディアよりネオナチ政党と見なされている。 |
| その他             | ウクライナ                                | 右派セクター                                                                            | 2014        | 存続  | ウクライナの極右政党。 2014年ウクライナ騒乱で、ヤヌコビッチ政権打倒の原動力となった。 反ユダヤ主義と反同性愛を掲げ、暴力的反露活動を行った。 |
| その他             | アルゼンチン                              | ペロニズム（ペロニスタ）                                                                | 1944        | 1952  | ファシズムから強い影響を受けたとされるポピュリズム政権。 支持基盤であった正義党は現在でも有力政党として存続。 |
| その他             | ブラジル                                  | エスタド・ノヴォ（第一次ジェトゥリオ・ドルネレス・ヴァルガス政権）                      | 1930        | 1945  | ファシズム的政策を採用したポピュリズム政権とされる。 |
| その他             | オーストリア                              | 祖国戦線他                                                                              | 1934        | 1938  | 当時のオーストリアの権威主義的な政権を一部の学者はオーストロファシズムとも呼ぶ。 |
| その他             | フランス                                  | ヴィシー政権                                                                            | 1940        | 1944  | 第二次世界大戦中の対独協力政権。 議会制民主主義の否定、権威主義的な政権、反ユダヤ政策などを実施。 |
| その他             | 西ドイツ                                  | ドイツ社会連盟（DSU）                                                                   | 1956        | 1962  | 戦後、ナチス左派のオットー・シュトラッサーらによって設立されたキリスト教社会主義的、保守政党。 |
| その他             | 日本                                      | 皇道派                                                                                  | ?           | 1936? | 大日本帝国陸軍の派閥の一つ。 国家社会主義者である北一輝の思想に影響を受けたとされる。 1936年二・二六事件を起こし、その後衰退。 |
| その他             | 日本                                      | 大政翼賛会                                                                              | 1940        | 1945  | 昭和の新体制運動によりすべての合法政党（政事結社）が合流した。 公事結社であり政党や政権ではない。 なお当時の日本は通常は国家総動員体制や軍国主義と呼ばれるが、コミンテルンや日本共産党は帝国主義、一部の学者は日本ファシズムや天皇制ファシズムなどと呼ぶ。                                       |
| その他             | 日本                                      | 日本共産党労働者派                                                                      | 1930        | 1933  | 水野成夫らを中心に結成された日本共産党の分派。 第二次共産党を「コミンテルン盲従主義」として批判し「天皇制の存在を前提とした共産主義運動」を目指し、民族ボルシェヴィズム的な民族共産主義運動を展開。佐野学・鍋山貞親らの一国社会主義運動にも影響を与える。                                        |
| その他             | 日本                                      | 楯の会                                                                                  | 1968        | 1971  | 三島由紀夫が結成。 自主憲法制定などを主張するものの、組織自体は学生運動及び左翼運動との直接対決を第一義とする民兵組織（ミリシア）であった。 一部のマスコミや評論家は同会をファシズム団体と呼称していた。                                                                                         |
| その他             | 日本                                      | 我々団                                                                                  | 2007        | 存続  | 外山恒一が結成。 ファシズムを標榜して議会制民主主義やポリティカル・コレクトネスを批判するが、アナキズムやブランキズムとも近しい独特の運動を行う。 |
| その他             | アメリカ合衆国                            | クー・クラックス・クラン                                                                | 1865        | 存続  | ネイサン・ベッドフォード・フォレストが設立した白人至上主義団体。 現在は分裂状態にある。 ネオナチ組織との連携が指摘されている。 |
| その他             | レバノン                                  | ファランヘ党 (レバノン)                                                                 | 1936        | 存続  | レバノンのキリスト教マロン派を支持母体とする右派政党。 植民地独立運動の方法論としてファシズムを採用して結党された。 |
| その他             | レバノン                                  | Najjadeh_Party                                                                          | 1933-36ごろ | 存続  | 汎アラブ主義と反共主義を主張する政党。ファシズムを模倣して民兵組織を保有。スンニ派イスラム教徒が中心。 第二次大戦後は穏健化し、レバノン内戦時には衰微。 2022年現在は創始者の親戚の個人政党。 |
| その他             | エジプト                                  | 若きエジプト党                                                                          | 1933        | 1953  | イギリスからのエジプト独立を主張するナショナリズム政党。緑色の制服から「グリーンシャツ」とも。ファシズムから影響を受けたといわれる。 エジプト独立後、1952年のクーデター後に解散。 後に同国大統領となるナセルやサダトが在籍した。                                                                 |
| その他             | イラン                                    | モジャーヘディーネ・ハルグ                                                              | 1965        | 存続  | イスラム社会主義を掲げるイランの反政府武装組織。 イラン・イスラム共和国政府がファシストと呼んでいる。 |
| その他             | イスラエル （当時：イギリス領パレスチナ） | ブリット・ハビリオニム                                                                  | 1930        | 1933  | シオニズムにファシズムを導入し、イスラエル社会全体の結束によるシオニズムの達成および反ユダヤ主義との対決を主張。 1933年に中心メンバーが逮捕されたことにより衰退。 |
| その他             | ミャンマー（ビルマ）                      | ビルマ社会主義計画党                                                                    | 1962        | 1990  | 社会主義へのビルマの道と呼ばれる民族社会主義を推進。 統制経済の実施といった政策面や党首であったネ・ウィンの前歴等から、日本の新体制運動との関連性が指摘される事がある。 党是・党員は国民統一党に継承。                                                                                           |
| その他             | ミャンマー（ビルマ）                      | 連邦団結発展協会                                                                        | 1993        | 2010  | 国家法秩序回復評議会（ミャンマー軍事政権）の翼賛団体として成立。 後に連邦団結発展党となる。 |
| その他             | ロシア                                    | ナーシ                                                                                  | 2005        | 2019  | ボーイスカウトに類似した青少年団体の一種であり、自らはファシズムに反対する姿勢を取っている。 しかし、一時期はプーチン元大統領に忠誠を誓い、旧プーチン政権の私兵的役割も担った事から、一部反プーチン勢力からファシズムとの類似性を指摘されている。 上記の国家ボリシェヴィキ党とは対立関係にある。 |
| その他             | ポーランド                                | サナツィア体制（ユゼフ・ピウスツキ政権）                                                | 1926        | 1935  | 国家統制の手法としてファシズムに近似した政策を採った権威主義政権。 しかし、多民族国家志向を持ち、反ユダヤ主義には否定的であり、限定的ながらピウスツキの政敵及びその支持者に言論の自由を認めるなど、ファシズムとの相違点が見られる。                                                              |

### ヨーロッパ地域

#### イタリア
第一次世界大戦以降の社会不安のなかでファシズムは台頭した。イタリアにとって第一次世界大戦は歴史的なリージョナリズムよりもナショナリズムを刺激するものであった。イタリアは連合国であったが、ヴェルサイユ条約で不公平な扱いを受けたとイタリアのナショナリストはみなした。パリ講和会議では「未回収のイタリア」は認められず、ガブリエーレ・ダンヌンツィオらはフィウーメを占拠してカルナーロ＝イタリア執政府として独立国家を宣言した。ダンヌンツィオは自分のことを民族のドゥーチェと呼称し、憲法（カルナーロ憲章）を発表し、これらは初期ファシズムに影響を与えることとなった。ダンヌンツィオは、国家主義と「全ての抑圧された人々の解放」を掲げて1919年に黒シャツ隊を組織した。
ムッソリーニは、青年期にレーニンと出会い、1904年にイタリア社会党に入党したが、次第にコーポラティズムの立場から国家主義的な社会主義を主張した。第一次世界大戦では参戦を主張して社会党を除名され、1919年には「イタリア戦闘者ファッシ」を結成して、王政廃止、労働者の経営参加、最低賃金制、農民への土地分配などのサンディカリスム的な綱領を掲げた。1919年3月23日のミラノ会議でファシズムの思想がいくつかの原則として創設されたため、この日をファシズム運動の誕生の日とする指摘もある。1921年には組織をファシスト党に改め、1922年にはローマ進軍によって国王の組閣命令により政権を獲得し、更に1924年の総選挙で独裁権力を獲得した。
ファシズム台頭の背景には当時の複雑な社会状況が挙げられる。当時のヨーロッパは第一次世界大戦後、資本主義体制の危機、貧富の格差の増大による社会不安や階級闘争の激化や、国内政治の流動化、ロシア革命の成功、共産主義の台頭など、極めて厳しい状況下にあった。そこで「自国内での政治勢力や階級間の対立による分断が、国力増強の妨げとなっている」との現状認識をもち、極端なナショナリズムによって「階級を超えた民族の団結」（ファッショ）を目指し、そういった危機的な状況の打開を旗印に台頭してきたのがファシズムだった。そのためにファシスト党は経済政策で階級協調、コーポラティズム(協調組合主義)を主張し、資本家と労働者を、ともに国家のもとに働かせることを目指し、「経済的民主主義については、我々は国民サンディカリスムを提唱し、社会福祉の創造を抑えるような国家介入は拒絶する」と主張した。またイギリスから支援を受けたとの説もある。
ムッソリーニとファシストは革命的であると同時に伝統主義者でもあったため、彼らは「第三の道」ともよばれた。ムッソリーニのアフリカへの植民地主義は、大英帝国やフランス植民地帝国との競合のなかで計画されたものであった。

#### ドイツ

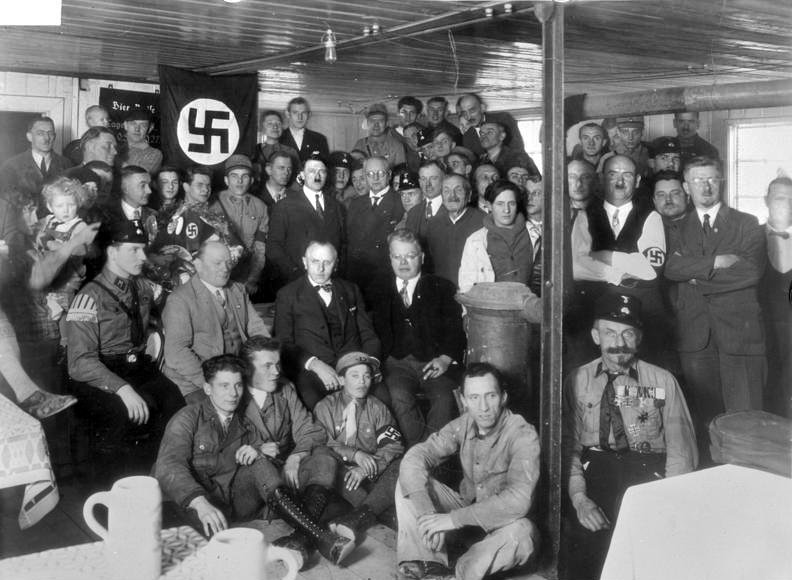
国家社会主義ドイツ労働者党の集会。アドルフ・ヒトラーとその支持者（1930年）

ドイツの国家社会主義ドイツ労働者党（ナチス）の場合は、イタリアのファシスト党とは異なり元々国家社会主義を掲げ、当初は25カ条綱領では社会主義的な政策を掲げたが、後にはヒトラーの指導者原理が優先された。ヒトラーはムッソリーニとイタリアのファシズムを絶賛し、とくに1922年のローマ進軍を評価した。ヒトラーは「イタリアにおけるファシズムの勝利は、イタリア人がユダヤ人に勝利したということだ」と述べ、ムッソリーニを讃えた。ゲッベルスはイタリアファシズムを自由民主主義との戦いであるとして「ローマ進軍は自由民主主義にとって嵐のシグナルである。これは自由民主主義精神の世界を破壊する最初の試みである。1789年のバスティーユ襲撃以降、暴力革命動乱が世界を征服し、民族はマルクス主義、民主主義、アナーキー、階級闘争の支配下に置かれた」と述べた。ナチスはイタリアの真似をしてベルリン進軍を計画し、ワイマール共和国はマルクス主義であると考えられた。ムッソリーニは当初ヒトラーらナチスを単なる真似とみなし、嫌っており、ナチスは道化師であるとのべていた。しかし、1928年にはイタリアはナチスの有効性を認識し、資金援助をおこなった。ヒトラーはイタリアのファシズムに傾倒するあまり、イタロフィリア（イタリア趣味）となって、古代ローマ帝国をドイツのモデルにした。ヒトラーはローマ帝国の権威主義、帝国主義、都市計画、建築を賞賛し、ローマ人は「支配民族、英語: master race」であるとした。ヒトラーが第一次世界大戦当時敵国であったイタリアに敵対心を抱かなかったのは、イタリアがヨーロッパ中央の権力との戦争に至ったのは、オーストリア＝ハンガリー帝国に対する領土問題があったからで、奪われた自国の領土を奪回しようとすることは理解できるとヒトラーは述べており、イタリアの行動を理解していたためといわれる。
ナチズムは一般的ファシズムのタイプとみなされるが、ナチズムは一般のファシズムとは性格も異なり、また定義可能なファシズムを信奉したわけではなく、ファシズムではないとする見解も多数ある。ナチズムとイタリアファシズムとは人種、民族、反ユダヤ主義の強調において異なるとして、ロジャー・グリフィンは同じ属にあるが種が分岐したと述べている。またステルンヘルはファシズムとナチズムは共通する特徴を持っており、相互に並行して運動を展開させ、重なるところも多いが、ドイツの国家社会主義が生物学的決定論を採用していたことは根本的に異なるところであり、ナチズムはレイシズムに基づくものであったと指摘している。

#### オーストリア
オーストリアでのファシズム運動はオーストロファシズムと呼ばれる。オーストリア第一共和国では護国団（Heimwehr）が1927年のシャッテンドルフ事件(7月事件)を境にオーストリア自警団連盟へと発展し、これにムッソリーニが援助を開始した。1930年のコールノイブルクの誓いではマルクス主義の打倒、議会制民主主義の拒否、キリスト教的身分制国家の樹立が主張された。正式な団員は20万人、実際には40万人の支持者がいたといわれる。
1933年、エンゲルベルト・ドルフース首相は議会を停止し、祖国戦線を組織した。祖国戦線はコーポラティズムを奨励したが、他のファシズム国家とは異なり世俗的また全体主義的な基盤をもっていなかったといわれる。ドルフースは、ピウス11世教皇が1931年に発表した労働者の尊厳を訴えた回勅クアドラジェジモ・アンノにもとづいてカトリックコーポラティズムを推進した。また祖国戦線はオトマール・シュパンの国家理論の影響を受けていた。

#### フランス
第二次世界大戦中にドイツの占領下にあったフランスのヴィシー政権もある。ピエール・ドリュ＝ラ＝ロシェルはフランスのファシズム支持者だった。

#### スペイン
ムッソリーニに影響されたホセ・アントニオ・プリモ・デ・リベラらはファランヘ党を1934年に結成した。のちラミロ・レデスマらの攻撃的国家サンディカリスト同盟（Juntas de Ofensiva Nacional-Sindicalista）と合併した。1936年11月20日、ホセ・アントニオはスペイン人民戦線によって処刑された。その後フランシスコ・フランコがイタリア、ドイツの支援を受けてスペイン人民戦線との戦争に勝利することが焦点であったため、彼以前のスペインファシストよりもイデオロジカルではなかったとされる。
1937年、フランコは王党派とファランヘ党を合体させ、以前のファランヘ党よりも伝統主義的で保守的な政党を結成した。合体にあたっては君主制に注目した。保守的で伝統的なフランコ体制は革命的な側面を欠如させており、一般的なファシストとはいいがたいと複数の研究者から指摘されている。中核ファシストとしての将校とみなす見解もある。フランコと敵対した勢力はフランコをローマカトリックであるとしても、教会への一般的な感情に逆らって行われたとみなした。フランコ政権下のスペイン体制は1975年まで続いた。
ファランヘ党の思想はスペイン語圏の南米へも影響を与えた。ボリビアではボリビア社会主義ファランヘ党が結成、民族革命運動党と1950年代から1970年代にかけて対立した。ファランヘ党はレバノンにも影響を与え、レバノン・ファランヘ党が結成され、民族独立闘争を展開し、1943年に勝利した。

#### ポルトガル
サラザール政権下のポルトガルにおけるエスタド・ノヴォ(1933 - 1974)などが挙げられる。サラザールは権威的な保守主義とナショナリズムを提唱し、パターナリズム（父権主義）にもとづく警察国家を目指した。経済的にはコーポラティズム、また民主主義を有害なものとして弾劾した。サラザールは自分のナショナリズムを「良識ある非攻撃的なもの」と主張し、攻撃的なファシズムは異なるとして1934年に「ポルトガルには戦争も権利侵害も征服も必要がない」とのべている。1936年にはファシズムの全体主義、ナチズム、共産主義を非難しており、イタリアファシズムの異教的な性格を「道徳と法的秩序を欠いている」と批判している。ポルトガルのサラザール政権は1968年（サラザール体制を受け継いだマルセロ・カエターノ政権を含めれば1974年）まで続いた。

#### フィンランド
フィンランドのファシズム運動にはラプア運動がある。

#### イギリス
イギリスにもファシズムや国家社会主義を掲げる政党が結成された。イギリスファシスト連合、イギリスファシスト党など。イギリスのファシスト指導者はオズワルド・モズレーである。

#### アイルランド
アイルランドでは内戦後、敗者となったアイルランド共和軍（IRA）側にファシズムに同調する勢力が登場した。前述のオウエンらは1932年に青シャツ隊（正式名：Army Comrades Association。ブルーシャツとも呼ばれる）を結成。アイルランドの警察長官でもあったオウエンをはじめ、隊員の多くが元IRA活動家で占められていた。1933年にはローマ進軍を模倣した「ダブリン進軍」を決行するも失敗している。この失敗により青シャツ隊は非合法化された上に人気を落とし、同隊はデ・ヴァレラ率いるフィアナ・フォイルに吸収された。
しかし、オウエンは青シャツ隊解体後も国家統合党(National Corporate Party)（通称：グリーンシャツ、緑シャツ隊とも）を結成。スペイン内戦では、同党の800-700人程度の活動家をフランコ将軍側の援軍として参加させた。すでにフランコ側の優勢が確立した時期の「（私的な）出兵」であり、これといった戦績を生む事は無かった。
その一方でアイルランドではマイケル・オリオーダン（彼もまた元IRA活動家であった）のように反ファシズムの姿勢を取る者も少なくなく、彼らもまた国際旅団の一員としてスペイン内戦に参加した。
しかし、この頃からアイルランドのファシズム運動の衰退は始まっており、スペイン内戦終結後には顕著となった。
第二次世界大戦時には、連合国・枢軸国ともにアイルランドを自らの陣営へ取り込む事を目論み、とくにドイツとイギリスはアイルランドの取り込みに尽力したが、これら外国勢力によって国家統合党が利用される事は無かった。このような試みがあったものの、終始一貫してデ・ヴァレラ首相は中立政策を取り続けた（ただし、連合国寄りの中立だったと言われる）。
オウエンは1944年に死去し、国葬されたものの、第二次世界大戦終結後はアイルランドでのファシズム運動は衰退した。

#### ユーゴスラビア
またユーゴスラビア王国のクロアチア人民族主義運動「ウスタシャ」は、ドイツ・イタリアから強烈な影響を受けていた。これは自民族の防衛を訴え、セルビア人（とくに要人――1934年にユーゴスラビア国王アレクサンダル1世をマルセイユで暗殺など）、ユダヤ人へのテロを繰り返した。セルビアやマケドニア、アルバニアでもファシズムの影響を強く受けた政党や団体が出現した。

#### ソビエト連邦
ソビエト連邦時代では本国でのファシズム運動は少なく、欧米や日本、満州国に亡命したロシア人（いわゆる白系ロシア人）が反ソビエト及び祖国回復を企図していくつかのファシズム団体を亡命地で結成した。日本の影響下において満州国ではロシアファシスト党が結成された。また、アメリカにおいては汎ロシア革命国民党が結成されている。前者は満州国の消滅および日本の敗戦により、幹部がソ連軍に逮捕されて瓦解した。一方、後者は反ソビエト運動に変わりないものの、次第にファシズムから距離を置くようになり、後に依拠する思想は保守主義・民族主義・自由主義に転じて存続した。

#### ロシア
ソビエト連邦の崩壊後、ロシア国内では民族ボルシェヴィズムを掲げた国家ボリシェヴィキ党などの、ファシズムの影響を持つと考えられる極右政党が出現したが、これらはネオナチに近い運動であり、前述の亡命ロシア人のそれらとのつながりは無い。
ウラジーミル・プーチン・統一ロシアの政治手法についてはファシズムであるとする主張と、そうでないとする主張がある。

#### ハンガリー
ハンガリーではゲンベシュ・ジュラが1919年に結成したハンガリー国民防衛同盟がファシスト的な特徴をもった政治運動とされ、イタリアやドイツと密接な関係を築いた。ゲンベシュ・ジュラはコーポラティズムを提唱した。ゲンベシュはドイツ、イタリア、ハンガリーの三国同盟を計画し、ムッソリーニにヒトラーのオーストリア併合に賛同するよう説得している。
1939年にはサーラシ・フェレンツの矢十字党が結成された。

#### ルーマニア
ルーマニアではコルネリウ・コドレアヌによって創設された大天使ミカエル軍団、またその政党である鉄衛団が1927年から1941年まで活動した。コドレアヌらは反ユダヤ主義であり、ラビによるキリスト教世界およびルーマニア正教会への攻撃が、フリーメイソン、ジークムント・フロイト、同性愛、無神論、マルクス主義、ボルシェビズム、社会民主主義などの形をとってなされていると主張した。鉄衛団は正統教義を政治信条にした集団であり、宗教思想的な構造をともなうヨーロッパでは少数の政治運動のひとつである。
ほかルーマニアファシスト党、国家ファシスト運動もある。

#### パラ・ファシズム
一般的なファシズムのように新しい民族性格をつくりあげようとする革命の目的は持たない、パラ・ファシズム（準ファシズム）の存在を指摘する見解もある。パラ・ファシズムはファシズムの厳密な定義とは異なる権威主義的な制度ともいわれる。典型的なパラ・ファシズムは急進的な変革や脅迫を避ける。

#### ギリシャ
ドイツ国家社会主義に影響を受けた軍人イオアニス・メタクサスが統治したギリシャ王国の八月四日体制では、大衆国民青年組織(Ethniki Organosi Neolaias)などが活動し、「第三ヘレニズム文明」が目指された。

### アジア地域

#### 日本

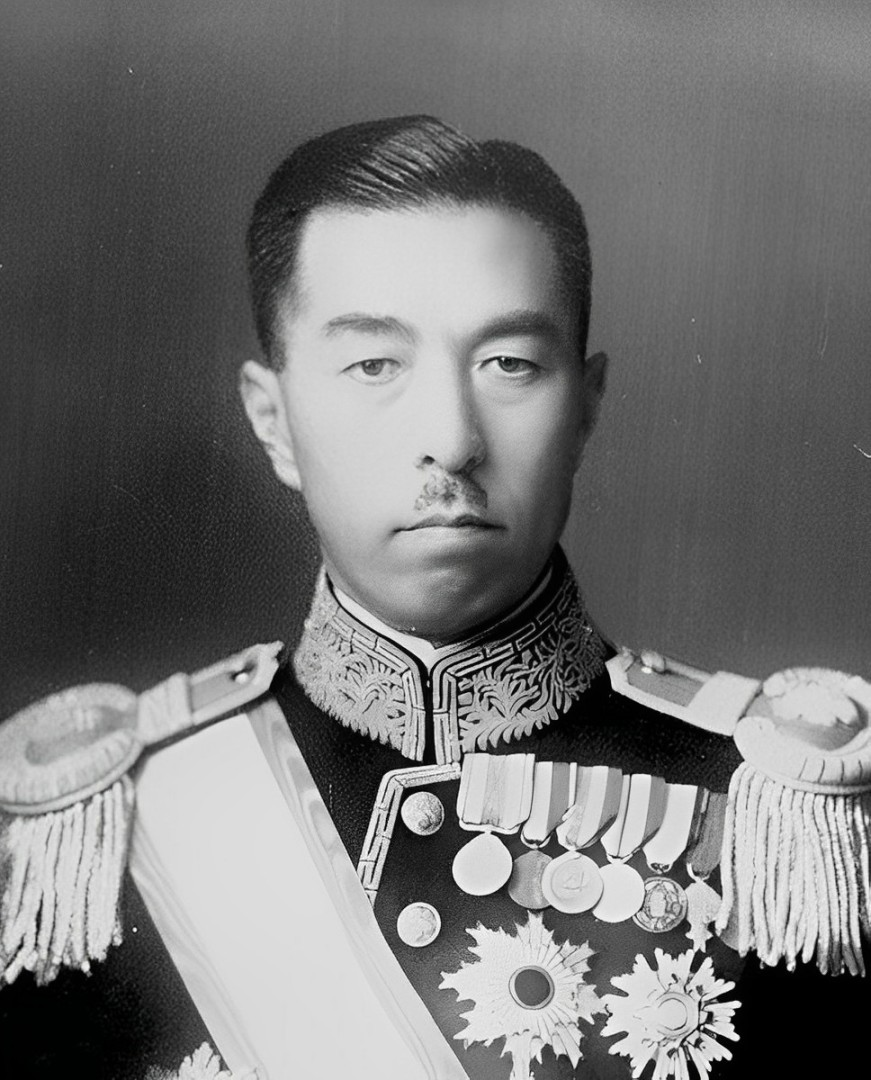
大政翼賛会総裁・首相 近衛文麿

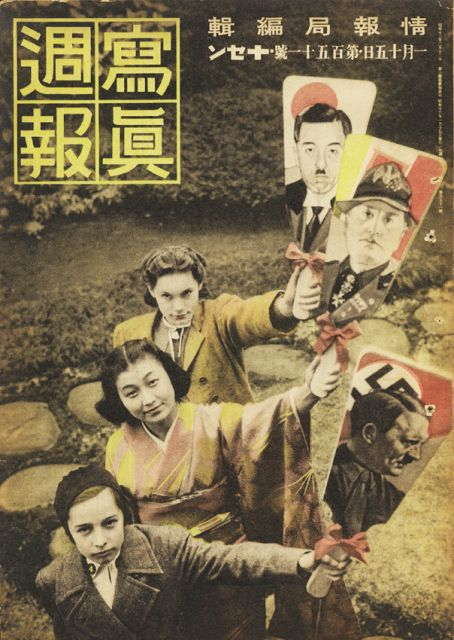
写真週報昭和16年（1941年）1月15日号、上から近衛文麿、ムッソリーニ、ヒトラーの姿を描いた羽子板を持つ、独日伊の女性

日本におけるファシズム観は以下のように推移した。ローマ進軍以前、社会主義者山川浩は「フアスチスチ」（ファシストの日本語表記）を國粹会のようなナショナリズムと考え、新居格は「反動的」な運動だと考えていた。『改造』（1922年）大正11年5月15日号では、ファシズムを反動的運動としながらも、本来社会主義から生まれたことや左派への反感が生み出したことなどに触れる瀧山四郎の分析が掲載されている。ローマ進軍以後、ファシズムへの注目が集まるようになると、様々な見方が生まれた。太田耕造は「祖国の現状を顧みて憤然願起せる純真無垢の精神」が生み出したファシズムを支持し、同志として扱った。満川亀太郎はムッソリーニをケマル・アタテュルクと同様の民族主義の英雄とみなし、旧社会に立ち向かう青年運動と見なした。国家社会主義者高畠素之もムッソリーニ政権誕生を賞賛した。一方でコミンテルンの影響を受ける日本共産党の文書では当時から批判的に扱われていた。一方で社会主義者達は反動団体による日本におけるファシズム運動の発生を警戒した。
五来欣造は、ファシズムをフランスの社会連帯主義の一種と見なしており、「連帯主義を国家の権力を以って実行すると云ふことが即ちファッショである」としていた。そして、ファシズムを労資双方の「階級的の利己主義の弾圧」と言えるとし、その運動を「無産階級の勢力が余りに強くなって、資本を食い荒らして遂に行き詰まった」ことに対する反動により起きたものであるとし、ファシズムを「国民本位の政治」であるとした。また、彼はファシズムを「共産主義を撲滅することを目的としたもの」であるとし、共産主義が滅びればファシズムも存在理由を失い自ら崩壊するだろうと述べている。五来欣造が代表を務める皇化連盟には、白系ロシア人でロシアファシスト党日本代表のワシリー・ペトロウィチ・バルイコフが参加していた。
1937年、平沼騏一郎や近衛文麿らが顧問をする国際反共連盟が誕生し、五来欣造はその団体の評議員の一人となっている。国際反共連盟の発行する機関紙である「反共情報」上では、ファシズムに関する記事が多数載せられていた。
第二次世界大戦が勃発すると、近衛文麿首相の主導により、日本では新体制運動と日独伊三国同盟が展開された。後藤隆之助らは一国一党組織としての大政翼賛会を結成する動きが生まれ、諸政党は解散してこれに合流した。都築忠七らによれば近衛は日本のファシストとナショナリストを統合してドイツやイタリアのファシスト体制との関係を強化することを目指したという。ヨーロッパのファシズムと異なり、日本のファシズム運動における人格のカルトは政府の頭領でなく、天皇に求められた。大政翼賛会は日本の拡張主義と帝国主義を推進し、大東亜共栄圏を提唱した。
また日中戦争から太平洋戦争期の日本の軍国主義時代には天皇制ファシズムがあったともされる。

#### 中華民国
蔣介石は1920年代から1930年代にかけて、ロシア革命に成功したレーニン主義、ついで満州事変以後、ファシズムに傾倒した。蔣介石は1931年にファシストの政治理論について「国家を最高至上の実体国家と認識し、いかなる犠牲をも国民に強いることで、民族生命の存続」を図るものとし、「最も効率的な統治者」と評価した。1933年の演説ではファシストになる条件として、民族復興、組織や精神などすべての軍事化、唯一のリーダーへの信仰の三つを持つべきと提唱し、「どの党員も、直接的には領袖、団体の為に犠牲を払い、間接的には社会、国家、革命と主義の為に一切を犠牲にしなければならない！このようにしてこそ、われわれははじめてファシストと呼ばれることができる」と主張した。樹中毅によれば、蔣介石は孫文の三民主義とファシズムを結合し、「中国魂」を再生を図った。ただし、国民党のファシズムは、産業基盤がなく、ヨーロッパや日本のファシズムのような対外膨張を伴うものではなかった。蔣介石が1934年から1949年まで推進した「新生活運動」もファシズムと呼ばれることがある。
国民党員であったが蔣介石と決別した汪兆銘は、当初ヨーロッパのファシズムを敵視したが、1930年代のナチスの経済政策の成果を評価し、支持するようになった。汪兆銘は1936年にドイツを訪れ、「いくつかの先進国はすでにその民族的バイタリティを拡充させ、民衆の力を増大させ、外国の攻撃をもはや脅威としないまでになっている」と述べた。汪兆銘の秘書でジャーナリストだった湯良礼は1937年に「ファシストやナチスの方法や政策についてどう考えるにせよ、我々は指導者が国民の熱狂的な支持を獲得するという事実である」とのべ、また「愚かで残酷な物事」がファシスト国家においては積極的な方法でなされ、その結果、途方もない変革がドイツのイタリアの民衆の政治的外観において顕われた」とのべている。湯良礼はナチスの社会主義的な側面を強調し、またShih Shao-peiは「我々はナチスについて愛国心の誇示ということについてあまりに聞かされてきたが、その社会主義的な側面については聞かれない」とのべ、論文でもナチスはドイツの工場で労働者の状態や雇用関係を改善し、歓喜力行団によって休暇も与え、失業者には公共奉仕労働を供給し、「労働階級を国家社会主義へ統合し、現代資本主義の邪悪な要素を廃止した」と主張した。

#### 東アジア反共国家群
大韓民国、ベトナム共和国（南ベトナム）、シンガポールなど、20世紀後半に、軍事独裁、ないし一党独裁政治をおこなっていた東アジア反共国家群の体制は、一般には開発独裁と呼ばれる。

#### ミャンマー
また、1962年のクーデターで出現したミャンマー（ビルマ）のネ・ウィン政権は、一党独裁を標榜しながらも実態は国軍を国家体制の中心とする事実上の軍事政権であり、第二次世界大戦中にはネ・ウィンが日本から支援を受けていた事もあって、ファシズムとの関連性を指摘されることがある。

### アメリカ州

#### アメリカ合衆国
アルベルト・アインシュタインはアメリカ合衆国のファシズムを懸念していた。第二次世界大戦の前後には、現実に少数のファシズム団体や政党、ファシズムやナチズムを支持する著名人（チャールズ・リンドバーグなど）たちも出現した。アメリカのナチズム団体に1936年に創設されたドイツ系アメリカ人協会がある。しかし、これらの多くは第二次世界大戦中に下院非米活動委員会に告発されて衰微した。またアメリカのカトリック司祭チャールズ・カフリンは反ユダヤ主義を唱えた。
第二次世界大戦前、ドイツは当初中立姿勢を取っていたアメリカを連合国側に参戦させないようにするため、様々な工作を謀り、クー・クラックス・クラン(KKK)との連携を模索していた。しかし、KKKの実態を事前調査したドイツ側が「連携すると（ナチスの）品格にかかわる」と判断し、連携は見送られた。
第二次世界大戦後、反共主義のあらわれともいえるマッカーシズム（赤狩り）をアメリカにおけるファシズムの表れと見る見解もある。

#### アルゼンチン
1940年代から1950年代にかけてのアルゼンチンの政治運動は、その代表者フアン・ペロンの名前を冠してペロニズムとも呼ばれる。

#### ブラジル
ブラジルではプリニオ・サルガードによってファシズムのブラジル統合主義運動が展開した。ブラジル統合主義運動はコーポラティズム、カトリシズム、反資本主義、反共産主義を提唱し、武装部隊は緑シャツ隊とよばれた。
またジェトゥリオ・ドルネレス・ヴァルガス政権もファシズムから多大な影響を受け、その手法を使用して独裁政権を築いた。

#### ボリビア
ボリビアではボリビア・ファランヘ党と呼ばれる極右政党が成立し、長い間有力な野党として存続した。しかし、これらは思想としてはポピュリズムや統合主義などと呼ばれ、ファシズムとは区別する立場も多い。

#### ペルー
20世紀後半の南米で民主主義で成立した左派政権をアメリカ政府の支援するクーデターにより打破して誕生した数々の専制的な軍事政権、同じく軍事政権でありながら反米色を強調し旧東側諸国への接近を図ったペルーのフアン・ベラスコ・アルバラード政権も、ファシズムと呼ばれることがある。

### 中東
第二次世界大戦以前、シリア、エジプト、レバノン、イラクなどにナチス団体が存在し、リーダーはナビ・アル・アズマー（Nabi al-Azmah）、アディル・アルスラン(Adil Arslan)らであった。フトゥッワ、青年エジプト党、シリア社会民族党の三団体はヨーロッパファシズムの直接の影響をうけ、ファシストとみなされている。スタンレー・ペインは、第二次大戦当時の中東の民族主義はファシズムの性格が強く、エジプトのガマール・アブドゥル＝ナーセル、また戦後ムアンマル・アル＝カッザーフィーなども資本主義を放棄し、汎アラブ主義やアラブ社会主義を説いたと指摘している。

#### レバノン
ベイルートの新聞編集者だったカミル・ムルワはドイツ外相に対して「すべてのアラブの若者はヒトラー氏に熱狂しています」と述べ、また新聞紙上で「我が闘争」の英語版をアラビア語に翻訳した。
レバノンのシャキブ・アルスラン(1869–1946) は、ナチズムへの共感でも知られ、「すべてのアラブ民族の王国によるアラブ王国」の再創造を切に願った。シャキブ・アルスランが1935年に発表した著書ではイスラム急進派へのファシストプロパガンダによるネガティブな評価が主張され、これはシリア、レバノン、パレスチナ、エジプトで読まれた。1931年の著書「イスラムの新しい国土」ではムッソリーニの勝利とロドルフォ・グラッツィアーニをアル・ムフタール(622—687)の後援者でありアラブ主義の真の友人であると賛美した。
またスペインのファランヘ党はレバノンにも影響を与え、レバノン・ファランヘ党が結成され、民族独立闘争を展開し、1943年に勝利した。

#### エジプト
エジプトでは、イタリアのファシストが王の支持を得ようと「大アラブ国家」の頭領になることを促していた。エジプトのアラブナショナリストは1920年代にはファシズムを賞賛したが、1931年までのイタリアの残忍な行為によって評価は変わった。
青年エジプト党（緑シャツ隊）はファシストとされる。

#### パレスチナ
「アラブ世界の父」とよばれたアル・フサイニは、ヒトラーやムッソリーニと面会した。アル・フサイニはイギリスとユダヤ人にたいして憎悪を持っており、青年エジプト党やシリア社会民族党（1932年結成）といったナチス支持団体の影響をうけた。チュニジアにおいてファシストはユダヤ人迫害をおこなった。

#### イラン
イランのモハンマド・レザー・パフラヴィーはファシストを堂々としていると評価していたため連合国はドイツの支配下に陥るのではないかとおそれた。フレッド・ハリデイによればパフラヴィー体制はショービニズム、帝国的郷愁、カリスマをもったナショナリストであった。パフラヴィーは「イスラムのムッソリーニ」ともよばれ、1940年にはイランに4000人のナチ工作員がいたとする指摘もある。パフラヴィーは連合国が要請したドイツ人追放を拒否したため、1941年、イギリスとソ連はイランに侵攻し、パフラヴィーは退位した。1943年、ドイツ落下傘部隊はイランに対してラジオでプロパガンダを行った。

#### シリア
シリア社会民族党はナチスをモデルにし、そのシンボルはザウバー(Zawbah)とよばれる卍であった。アントゥン・サアデによって創設され、党歌では「シリア、シリア、すべてに勝りしもの」と歌われた。

#### フトゥッワ
シリア社会民族党、イラクのフトゥッワ、青年エジプト党の三つのグループは、スーフィズムのフトゥッワの思想家であったサイブ・シャウカットの影響をうけ、これは世界の転換によってアラブ民族の復興を目指す領土拡張主義であった。

#### イラク
イラクではラシッド・アリ・アル＝ガイラニによる汎アラブ主義が知られる。ムッソリーニは初期よりアラブのナショナリズムとの連携を推進しようとしており、リビアでは「イスラムの英雄」「イスラム防衛」と宣伝され、アラブファシスト党も結成された。
汎アラブ主義ファシストのアル-ムトハナクラブは、ナチスを支持する演説を行い、1941年にバグダッドのユダヤ人へのポグロムのファルフドにも参加した。ムッソリーニとヒトラーを支持するサイブ・シャウカットのアジテーションによるものだった。サイブ・シャウカットはムフティー、シリアやパレスチナのアラブ人教師に支持された。アル-ムトハナクラブはヨーロッパのファシズムに影響されており、この汎アラブ主義によるプロトファシスト組織は1930年代に運動を展開した。
イラクの医師でナショナリストであったサイブ・シャウカットもナチスに共感していた。
1938年にアル・フトゥッワ青年組織はニュルンベルクのナチ党党大会に使節を派遣し、1939年にはヒトラー・ユーゲントの指導者バルドゥール・フォン・シーラッハをバグダッドに招聘した。

#### バアス党（シリア、イラク）
またバアス党もヨーロッパファシズムに影響されているとされる。創設者のミシェル・アフラクは共産主義、のちにナチスの国家社会主義の影響をうけた。ミシェル・アフラクはアラブナショナリストであり、ペルシア人、ユダヤ人、クルド人に対する人種主義的な考えを持っていた。アメリカ合衆国の公共放送サービスやニューヨーク・タイムズ、英国放送協会はアフラクをファシストとみなして報道している。サッダーム・フセインも演説でヒトラーユーゲントを賛美している。アメリカのヒストリーチャンネルの番組「サダムと第三帝国」でもバアス党がナチス党の影響を受けていると指摘された。

#### トルコ
トルコでもムッソリーニのファシズムに影響されたものは多く、ケマル主義のなかでも人種主義や権威主義が語られた。

#### ドイツ・イタリアファシズムのアラブ観
アラブ勢力のナチス支持にもかかわらず、ナチスはアラブ民族を人種的に劣等とみなしていたため、アラブ地域におけるユダヤ人排斥以外で利点はなかった。しかし、多くのアラブ人はそうしたナチスのアラブ軽視を認識していなかった。ヒトラーはアラブ人について「鞭を打つべき半分猿」と表現したこともあった。ヒトラーとムフティーにとってイギリス人とユダヤ人とコミュニストは共通の敵であった。
ムッソリーニのファシスト党もユダヤ人やアフリカ人と同様にアラブ人に対する人種政策法令を採択していた。イタリアのファシズムがアラブ人、黒人、スラブ人に対する犯罪を犯したとするロバート・ガーワースの指摘もある。

## 評価・批判
ファシズムに対しては第二次世界大戦の終結後以降、さまざまな理由から幅広い批評・批判がなされている。ファシストの思想への批判以外にも、その本質や特徴、更には整合性を持った思想かどうか、について議論が続いている。ある見解では、ファシズムは現実の思想では全く無い。この見解ではファシズムは、単に虚無的な暴力を約束しただけの非合理的で機会主義の政策による体制であり、論理的または合理的な定義は持たず、その公式な思想の各部分は単なる宣伝の道具で、しばしば矛盾する。

### 第二次世界大戦以前
第二次世界大戦以前は、多くの指導者がファシズムやファシストのリーダーに敬意を払った。ウィンストン・チャーチルは、ムッソリーニは共産主義の脅威からイタリアを防衛するための強力な能力を持っていると主張し、また自由主義のための犠牲の価値を主張して、1937年後半までイタリアのファシスト体制を支援した。パン・アフリカ主義のナショナリストであるマーカス・ガーベイはかつて、彼は最初のファシストであると主張し、ムッソリーニやアドルフ・ヒトラーが下層階級を起源に生まれたという事実を尊敬すると宣言した。アメリカ合衆国大統領のフランクリン・ルーズベルトは、第二次エチオピア戦争でイタリアのエチオピアへの侵略を非難する前に、彼がムッソリーニを示して「賞賛に値する紳士と連絡を保っている」と言った。マハトマ・ガンディーは、ムッソリーニとイタリアに平和の価値を広める試みのため、1931年12月にムッソリーニに会いにイタリアに旅行した。ただしこれらの行動には外交的配慮や儀礼的なものも含まれる。しかし、アメリカ対日協議会の元になったニューズウィーク役員などによる公然たる支援は形式的といえないものであった。
第二次世界大戦が始まると、彼らの多くはファシズムを批判的に扱うようになり、あるいは言及を控えるようになった。こうした彼らの過去はしばしば反対者からファシストに好意的であったと批判される時の材料となる。

### マルクス主義者による批判
マルクス主義者は唯物史観と階級闘争の立場から、ファシズムを資本主義者による専制だと非難する。それは保守主義的な反動を作る試みであり、労働者階級には人気があるが、実際には労働者階級を抑圧するとした。ファシズムの支持基盤は、単に独占資本主義であったという説、国家や民族全体の熱狂であったとする説の他、大企業などの資本家階級でも労働者階級でもない保守的な中産階級であったとの説もある。
マルクス・レーニン主義者は、ファシズムを「全ブルジョアによる労働者階級に対する政治的な攻撃」「大資本、大地主の家来」と批判した。ウラジーミル・レーニンは「ファシズムは腐敗崩壊段階の資本主義」と批判した。ゲオルギ・ディミトロフはコミンテルン第七回大会でイタリアのファシスト政権を「金融資本の最も反動的な、最も排外的な要素によるテロリズム独裁」であると非難した。マルクス・レーニン主義者達はウラジーミル・レーニンの論に従ってファシズムが「帝国主義」から生まれたものであるとした。レフ・トロツキーはコミンテルンとは異なった見解として、「イタリアのファシズム運動は広範な大衆の自然発生的な運動」で、「ファシズムの真の基盤は小ブルジョアジー」であるため、イタリアとドイツでは大きな基盤があり、労働者階級が多いイギリスでは基盤は小さいが今後は予測できない、と分析した。
ハンガリーの共産主義者の Djula Sas は1923年の評論で、イタリアのファシストは労働者階級の組織を解体し、特定の地域では賃金を大幅減少させ、相続や戦争の利益への税を廃止して、「国家的生産」の必要性を強調した、と記した。Sas によれば、これらの行動はファシズムは産業資本主義の奉仕であったことを明白に示した。
マルクス主義者によるファシズム批判に対する反論としては、マルクス主義者のファシズム解釈は、典型的には発展途上の取り組みを基礎としており、マルクス主義者のファシズムの発展途上の視点は、開発途上国ではファシズムが出現しなかった理由の説明の欠落が批判されている。また、大きい相違を持つ複数の運動を、単純に「ファシスト」と分類しているとの批判がある。この結果、カストロ配下のキューバや、ホー・チ・ミン配下のベトナムなどを含む複数の共産主義体制は、そのような解釈で「ファシスト」と宣言し続けている。

### 第二次世界大戦後
心理学者のエーリヒ・フロムは著作「自由からの逃走」で、ファシズム（ナチズム）を少数者による狂気と恐怖支配とするのは間違いで、近代の人間は自由を得て伝統的な権威や束縛を失った結果、孤独・無力・恐怖となり、「自由からの逃走」として自ら権威を求めるファシズムや、更には多くの民主国家においても強制的同一化が発生したと主張した。
ハンナ・アーレントは著作「全体主義の起源」でファシズムとスターリニズムは、いずれもジョルジュ・ソレルの思想の影響を受け、その起源はバブーフなどの「フランス全体主義」であるとして、ファシズムとスターリニズムを「双生児的な全体主義」と呼んで批判した。この見解は両者を批判するリバタリアニズムの立場からも主張されている。
経営学のピーター・ドラッカーはファシズムの特色として積極的信条を持たず他者を攻撃・否定すること、政治と社会の基盤が権力であることを否定すること、そしてファシズムへの参加は提唱者によって行われる約束を信じるのではなく、信じないために行われるという三点をあげている。

### 反ファシズム
ファシズムに対する批判者の立場を総合して反ファシズムと呼ばれる。戦後に誕生したイタリア共和国において反ファシズムが基本理念とされ、支配的なイデオロギーとなった。1960年にはファシスト系のイタリア社会運動の党大会開催に抗議し、ジェノバでイタリア共産党主導によるゼネストに起因する暴動が発生した。しかしイタリア社会運動もその後穏健化し、明確な「ファシズム」復活の危機は減少している。セルジョ・ルッツァットは『反ファシズムの危機』の中で「反ファシズム」が「ファシズム」の存在を前提としており、明確な「ファシズム」が存在しない現状で「反ファシズム」が単なる偶像と化してしまうのではないかという危機感を表明した。

## シンボルカラー
「ファシズムのシンボルカラーは黒、ナチズムは褐色」などと言われる場合もあるが、公式な位置づけは無く、また明確な根拠も無い。ムッソリーニは黒シャツ隊を組織したが、これは在郷軍人の制服色であり、黒以外にもカーキなどが使用された。ナチスでは、突撃隊の制服やヒトラーの制服は褐色で、党本部も「褐色館」と呼ばれていたが、これらは農村主義に基づいているとされている。また親衛隊 (SS)の制服は黒色だが、これはプロイセン王国時代（19世紀）の軍服から採用したものである。

## 関連作品
映画
- 『暗殺の森』（1970年、イタリア・フランス・西ドイツ合作映画）：後に『ラストエンペラー』などで有名となった、イタリアのベルナルド・ベルトルッチ監督の出世作。原作はアルベルト・モラヴィアの小説“Il comformista”（同調者；邦訳「孤独な青年」）。大戦前夜の1938年を舞台に、反ファシズム活動を行う恩師の暗殺を命じられた大学講師の葛藤を描く。優柔不断なインテリ青年がファシズムに傾斜していく姿を通して、ファシズムの根が彼方にではなく、われわれの内部にあることを告発する作品として評価が高い。
- 『1900年』（1976年、イタリア・西ドイツ・フランス合作映画）：ベルナルド・ベルトルッチ監督。1901年生まれの異なる階層出身の幼馴染の2人の男性の生き方を中心に、20世紀初頭から第一次世界大戦、ファシズムの台頭から第二次世界大戦の終了までのイタリア現代史を描く。原題は『Novecento』で、「1900」という数値の意味の他に「1900年代」「20世紀」という意味がある。
- 『蝶の舌』（1999年、スペイン）：スペイン・ファシズムの台頭を描いた作品。1936年のスペインの片田舎で、8歳の少年と民主派の老教師の交流を描く。少年は先生からさまざまなことを学び成長するが、内戦が始まり悲劇的な別れが待っていた。
- 『Vフォー・ヴェンデッタ』（2006年、アメリカ・ドイツ合作映画）：近未来に起こった第3次世界大戦の後に、擬似ファシズム国家になった英国を舞台に、仮面を付けた"V"が独裁政治から国民を解放しようとする。物語の中の体制はファシズムに似ている。

小説
- 『愛と幻想のファシズム』（村上龍）

### 一次資料
- 『ファシズムの原理 他三篇』（A.ロッコ, G.ジェンティーレ, B.ムッソリーニ： 竹本智志訳）、紫洲書院、2019年、ISBN 978-4909896025
- Ciano, Galezzo. 2001. The Ciano Diaries, 1939—1943. Simon Publications. ISBN 1931313741
- de Oliveira Salazar, António. 1939. Doctrine and Action: Internal and Foreign Policy of the New Portugal, 1928–1939. Faber and Faber.
- de Rivera, José Antonio Primo. 1971. Textos de Doctrina Politica. Madrid.
- Giovanni, Gentile（ジェンティーレ，ジョヴァンニ）. 1932. The Doctrine of Fascism. Enciclopedia Italiana.
- Mosley, Sir Oswald. 1968. My Life. Nelson Publications.
- Mussolini, Benito（ムッソリーニ，ベニート）. 1998. My Rise And Fall . Da Capo Press.,2006. My Autobiography: With "The Political and Social Doctrine of Fascism". Dover Publications.

### 学術書
- 『日本の歴史24 ファシズムへの道』（大内 力）中央公論新社、中公文庫改版版、2006、ISBN 4122047293
- 『ムッソリーニ 悲劇の総統』（大森実）講談社 講談社文庫 1994年8月 ISBN 4-06-185732-0
- 『日本流ファシズムのススメ。』（田原総一朗、他）、ぴあ、2009年
- 『思想としてのファシズム──「大東亜戦争」と1968』（千坂恭二）、彩流社、2015、ISBN 978-4-7791-2143-2
- 『時代（ファシズム）を駆けぬけた建築』（ジュゼッペ・テラーニ）、INAX出版、1998年
- 『ファシズムの解剖学』（ロバート パクストン）、桜井書店、2009、ISBN 4921190542
- 『ファシズムを超えて 一政治学者の戦い』（パクストン・ロバート）、桜井書店、2009年
- 『自由からの逃走』（エーリヒ・フロム）、1941年、ISBN 978-4488006518 - ファシズムの勃興を心理学的に分析。
- 『現代政治の思想と行動』（丸山眞男）、未來社、1957年
- 『天皇制ファシズムとそのイデオロ-グたち--「国民精神文化研究所」を例にとって』（宮地正人）「季刊科学と思想」1990年4月（通号76）
- 『ファシズム その比較研究のために』（山口定）有斐閣 有斐閣選書 1979年11月 ISBN 4-641-08231-6
- 『ファシズム』（山口定）岩波書店 岩波現代文庫 2006年3月 ISBN 4-00-600156-8

### 学術論文
- 伊藤, 敦「医療保険におけるフリーアクセスをめぐる論理、倫理問題、合意状況」『実践政策学：Policy and Practice Studies』第4巻第1号、実践政策学エディトリアルボード、2018年6月、125-137頁、NAID 40021649542。「政府が個人の健康問題に過度に干渉し、患者の受療行動を統制する行為は結束主義的な傾向を強める」
- 樹中毅「レーニン主義からファシズムへ 蔣介石と独裁政治モデル」アジア研究 51(1), 2005年、アジア政経学会
- 樹中毅「蔣介石体制の成立 非公式エリート組織とファシズムの中国化」アジア研究 57(1), 2011年、アジア政経学会
- 秦泉寺友紀「反ファシズムの存立条件としてのファシズム--1960年ジェノヴァでの騒乱をめぐって」『クヴァドランテ. 四分儀』第11巻、東京外国語大学海外事情研究所、2009年、99-113頁、NAID 120003142115。
- 中村, 哲也「民法七〇九条の一般条項化と個人の利益：相関関係論の学説史的位置付けを中心として」『法政理論』第15巻第2号、新潟大学法学会、1983年1月、39-94頁、NAID 110009611078。「岩田・前掲は…「全体主義」「結束主義」…を掲げることにも批判的であった」
- 西川正雄「ファシズム研究の問題点 : 国際ファシズム研究の紹介を中心に」『史論』第18巻、東京女子大学、1967年、1-27頁、NAID 110007164132。
- 吹田尚一「ファシズムをどう理解するか : P・ドラッカー『「経済人」の終わり-全体主義はなぜ生まれたか』を読む」『敬愛大学国際研究』第13巻、敬愛大学・千葉敬愛短期大学、2004年、19-51頁、NAID 110000987053。
- 福家崇洋「一九二〇年代初期日本におけるイタリア・ファシズム観の考察」『文明構造論 : 京都大学大学院人間・環境学研究科現代文明論講座文明構造論分野論集』第3巻、京都大学、2007年、1-33頁、NAID 120001788547。

### 外国語学術文献
- Evans, Richard J, The Third Reich in Power: 1933–1939, The Penguin Press HC, 2005
- De Felice, Renzo. 1976. Fascism: An Informal Introduction to Its Theory and Practice. Transaction Books. ISBN 0878556192
- De Felice, Renzo. 1977. Interpretations of Fascism. Harvard University Press. ISBN 0674459628.
- Kitsikis, Dimitri. 2005. Pour une étude scientifique du fascisme. Ars Magna Editions. ISBN 2-912164-11-7.
- Kitsikis, Dimitri. 2006. Jean-Jacques Rousseau et les origines françaises du fascisme. Ars Magna Editions. ISBN 2-912164-46-X.
- Ben-Am, Shlomo. 1983. Fascism from Above: The Dictatorship of Primo de Rivera in Spain, 1923–1930. Oxford University Press. ISBN 0198225962
- Payne, Stanley G. 1987. The Franco Regime, 1936–1975. University of Wisconsin Press. ISBN 0299110702
- Vatikiotis, Panayiotis J. 1988. Popular Autocracy in Greece, 1936–1941: A Political Biography of General Ioannis Metaxas. Routledge. ISBN 0714648698
- E.Bruce Reynolds,“Japan in the Fascist Era”, Palgrave Macmillan,2004,ISBN 140396338X
- Payne, Stanley G. 1995. A History of Fascism, 1914–45. University of Wisconsin Press. ISBN 0299148742
- Costa Pinto, António. 1995. Salazar's Dictatorship and European Fascism: Problems of Interpretation. Social Science Monographs. ISBN 0880339683
- Griffiths, Richard. 2001. An Intelligent Person's Guide to Fascism. Duckworth. ISBN 0715629182
- Lewis, Paul H. 2002. Latin Fascist Elites: The Mussolini, Franco, and Salazar Regimes. Greenwood Publishing Group. ISBN 027597880X
- Payne, Stanley G. 2003. Falange: A History of Spanish Fascism. Textbook Publishers. ISBN 0758134452
- Paxton, Robert O. 2005. The Anatomy of Fascism. Vintage Books. ISBN 1400033918
- Eatwell, Roger. 1996. Fascism: A History. New York: Allen Lane.
- Nolte, Ernst The Three Faces Of Fascism: Action Française, Italian Fascism, National Socialism, translated from the German by Leila Vennewitz, London: Weidenfeld and Nicolson, 1965.
- Reich, Wilhelm. 1970. The Mass Psychology of Fascism. New York: Farrar, Straus & Giroux.
- Seldes, George. 1935. Sawdust Caesar: The Untold History of Mussolini and Fascism. New York and London: Harper and Brothers.
- Seldes, George.  Facts and Fascism. New York: In Fact. (1943, reprinted 2009 エラー: 日付が正しく記入されていません。（説明）). p. 288. ISBN 0-930852-43-5
- Alfred Sohn-Rethel Economy and Class Structure of German Fascism, London, CSE Bks, 1978 ISBN 0906336007
- Kallis, Aristotle A. ," To Expand or Not to Expand? Territory, Generic Fascism and the Quest for an 'Ideal Fatherland'" Journal of Contemporary History, Vol. 38, No. 2. (Apr., 2003), pp. 237–260.
- Fritzsche, Peter. 1990. Rehearsals for Fascism: Populism and Political Mobilization in Weimar Germany. New York: Oxford University Press. ISBN 0-19-505780-5
- Griffin, Roger. 2000. "Revolution from the Right: Fascism," chapter in David Parker (ed.) Revolutions and the Revolutionary Tradition in the West 1560–1991, Routledge, London.
- Laqueur, Walter. 1966. Fascism: Past, Present, Future, New York: Oxford: Oxford University Press, 1997. ISBN 0-19-511793-X
- Sauer, Wolfgang "National Socialism: totalitarianism or fascism?" pages 404–424 from The American Historical Review, Volume 73, Issue #2, December 1967.
- Sternhell, Zeev with Mario Sznajder and Maia Asheri. [1989] 1994. The Birth of Fascist Ideology, From Cultural Rebellion to Political Revolution., Trans. David Maisei. Princeton, NJ: Princeton University Press.
- Baker, David. "The political economy of fascism: Myth or reality, or myth and reality?" New Political Economy, Volume 11, Issue 2 June 2006 , pages 227 – 250
- Griffin, Roger. 1991. The Nature of Fascism. New York: St. Martin’s Press.
- Weber, Eugen. [1964] 1985. Varieties of Fascism: Doctrines of Revolution in the Twentieth Century, New York: Van Nostrand Reinhold Company, (Contains chapters on fascist movements in different countries.)
- Gentile, Emilio. 2005. The Origins of Fascist Ideology, 1918–1925: The First Complete Study of the Origins of Italian Fascism, New York: Enigma Books, ISBN 978-1-929631-18-6
- Alexander J. De Grand Routledge, 2004. Fascist Italy and Nazi Germany: the 'fascist' style of rule
- 『日本法西斯思想探源』（崔新京、他）社会科学文献、2006、ISBN 7802303060